# Collezione Chigi

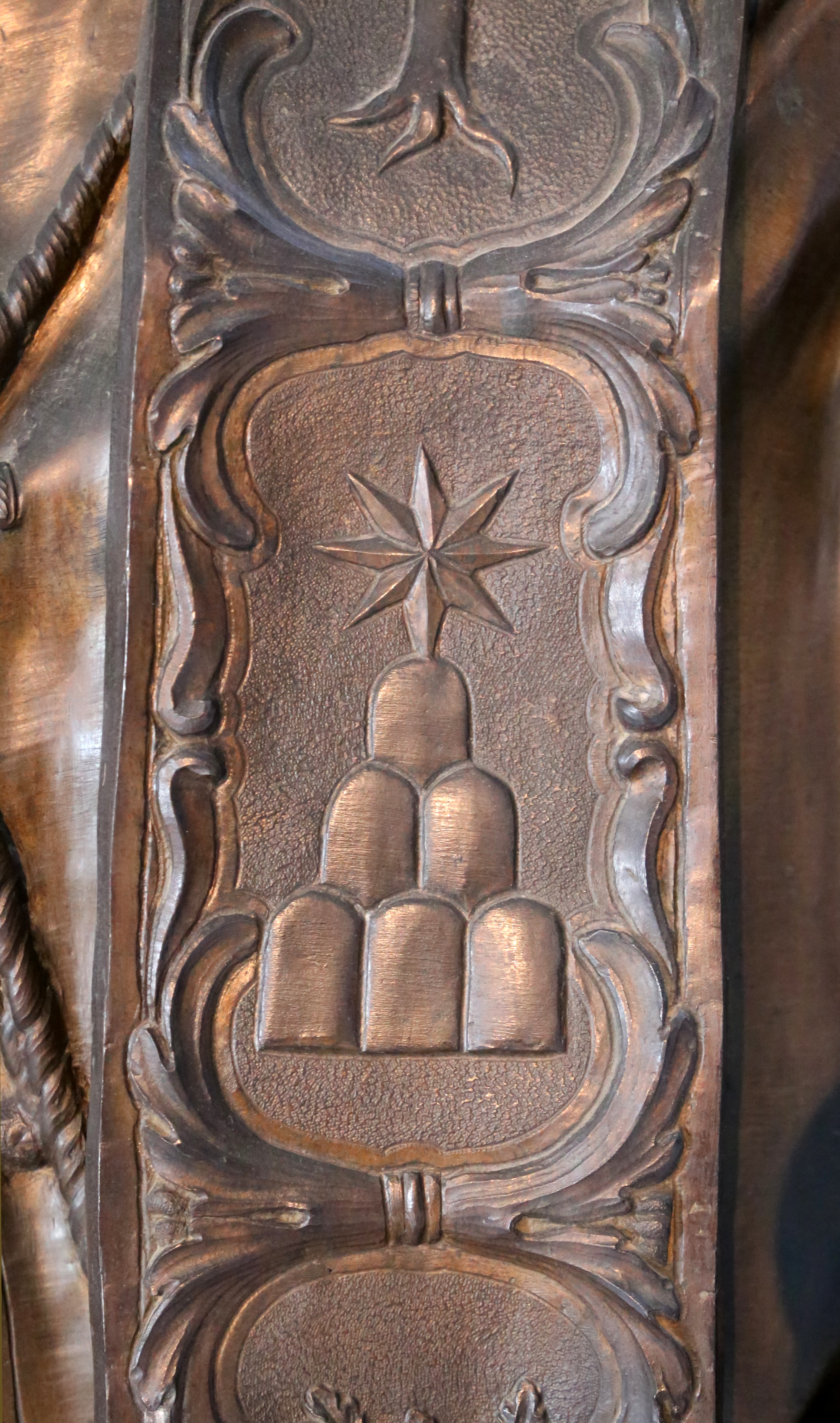
Lo stemma Chigi in un dettaglio del Busto di Alessandro VII di Gian Lorenzo Bernini

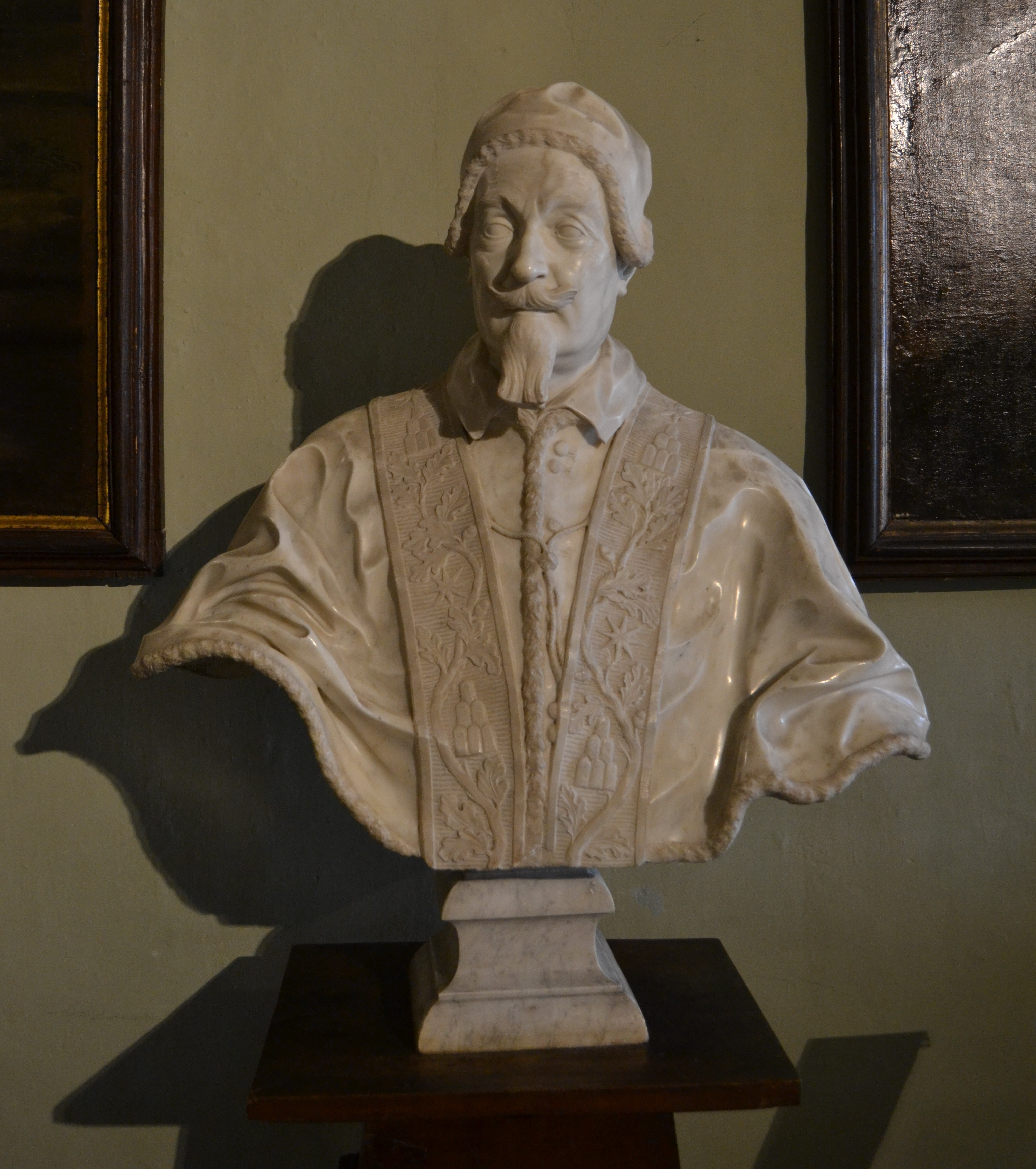
Giuseppe Mazzuoli, Busto di Alessandro VII, palazzo Chigi, Ariccia

La collezione Chigi è stata una collezione d'arte romana appartenuta alla famiglia, di origini senesi, dei Chigi.
La nobile casata divenne influente sotto il profilo mecenatico già nel Cinquecento, col banchiere Agostino Chigi; tuttavia la collezione vera e propria nacque ed ebbe un notevole sviluppo solo nel XVII secolo, dopo l'elezione pontificia nel 1655 di Fabio, divenuto Alessandro VII, mentre raggiunse i massimi splendori grazie soprattutto al cardinal nipote Flavio, al quale spettano i meriti di gran parte delle acquisizioni, dalle opere di antichità alla la quadreria e successivamente al principe Agostino, rettore dell'ospedale della Scala a Siena, il quale eredita nella metà del Seicento anche la collezione facente parte del ramo di famiglia senese.
Le opere di Flavio erano un tempo collocate nel palazzo al largo Santi Apostoli di Roma, finché non furono poi spostate dopo la sua morte nella sontuosa dimora di piazza Colonna, dov'erano invece quelle di Agostino. La collezione venne smembrata in parte già a partire dal Settecento, di cui in particolare la vendita in blocco dei pezzi di antichità che furono trasferiti al re di Sassonia, mentre un'altra parte della quadreria fu venduta nel Novecento allo Stato italiano. Ciò che rimase di proprietà della nobile famiglia fu trasferito nell'unico edificio all'epoca in loro possesso, il palazzo sito nella tenuta di Ariccia, poi ceduto anch'esso (assieme alle opere contenute) al comune della cittadina romana nel 1988 (mentre la famiglia tenne per sé la villa di Castel Fusano).
La collezione comprendeva pitture, arredi, libri e statue, costituendo una delle più importanti raccolte del periodo barocco, rientrante quindi nella grande stagione mecenatica romana del XVII-XVIII secolo. Includeva al suo interno opere di Francesco Albani, Domenichino, Guercino, Claude Lorrain, Tintoretto, Annibale Carracci, Giovanni Lanfranco, Pietro da Cortona, Carlo Maratta, Bartolomeo Manfredi e Salvator Rosa, nonché un ricco catalogo di reperti di antichità e una biblioteca di circa 80.000 volumi.

## Storia

### Le origini cinquecentesche del ramo romano

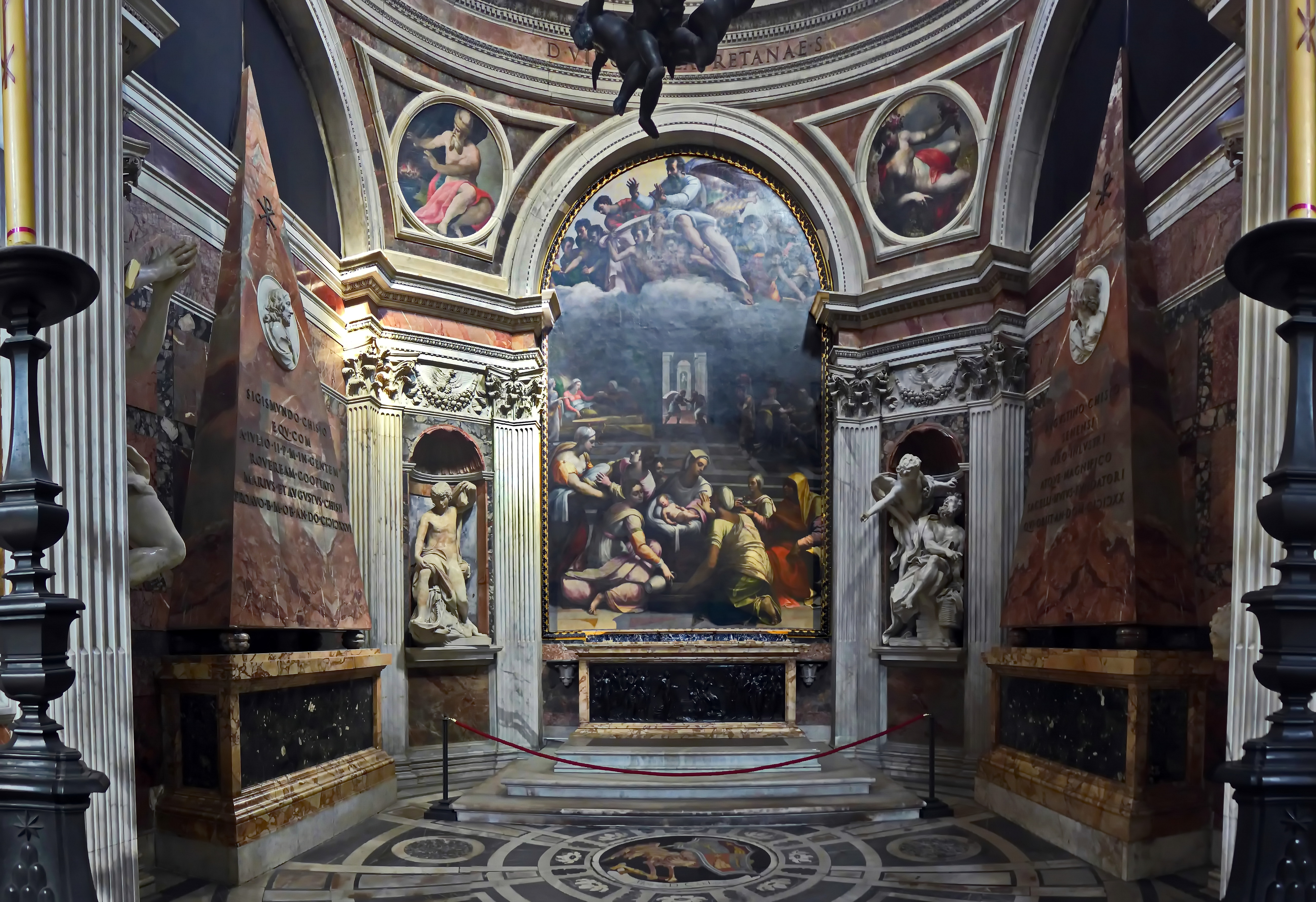
La cappella Chigi in Santa Maria del Popolo, Roma

La famiglia Chigi si insedia nella città di Roma già dal Cinquecento, quando assume un ruolo di rilievo nel tessuto economico sociale il potente banchiere senese Agostino Chigi (1466-1520). A lui si devono le prime importanti commesse artistiche interessanti il ramo "romano" della famiglia. Tuttavia non si tratta di una collezione artistica vera e propria, bensì di una serie di acquisti immobiliari rilevanti sia per il profilo architettonico che artistico.
Nello specifico il banchiere fu uno dei più influenti mecenati del Raffaello, al quale chiese di affrescare tra il 1511 e il 1518 alcuni ambienti della villa che fece edificare da Baldassarre Peruzzi tra il 1508 e il 1512. Raffaello eseguì il Trionfo di Galatea nel 1511 e le storie di Amore e Psiche nella loggia, databili al 1518. Inoltre allo stesso artista Agostino chiese pressoché nello stesso giro di anni anche i progetti per la cappella familiare nella basilica di Santa Maria del Popolo e per quella in Santa Maria della Pace.
Con la morte di Agostino la villa cadde in disuso, fino ad esser venduta ai Farnese nel 1580.

### Seicento

#### L'elezione di Alessandro VII Chigi (1655)
La collezione artistica vera e propria nasce nel XVII secolo. Se il suo avo instaurò un rapporto consolidato con Raffaello, il cardinale Fabio Chigi, futuro papa col nome di Alessandro VII, avviò relazioni Gian Lorenzo Bernini nel 1652, a cui commissionò le sculture per la cappella Chigi fatta costruire da Agostino in Santa Maria del Popolo, completando così il progetto avviato dal prozio.
Nel 1655 Fabio divenne papa col nome di Alessandro VII, così le sorti mecenatiche della famiglia cambiarono radicalmente. Tra le sue prime commesse vi figurano due dipinti chiesti a Pietro da Cortona, un San Michele Arcangelo e un Angelo con Tobia (di cui il primo non rintracciato mentre il secondo nel palazzo Barberini di Roma), che il pittore completerà nel 1656 e che donerà gratuitamente al pontefice come segno di ringraziamento per il titolo di Cavaliere dello Speron d'oro conferitogli. Le opere donate ad Alessandro con la sua elezione furono svariate in questa fase, le quali confluirono, com'era giusto che fosse secondo le leggi del tempo, nelle disponibilità del cardinal nipote.

#### La collezione del cardinal nipote Flavio Chigi (1656-1693)

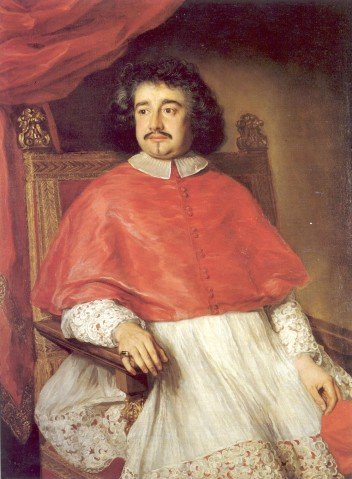
Jacob Ferdinand Voet, Ritratto di Flavio Chigi, palazzo Chigi, Ariccia

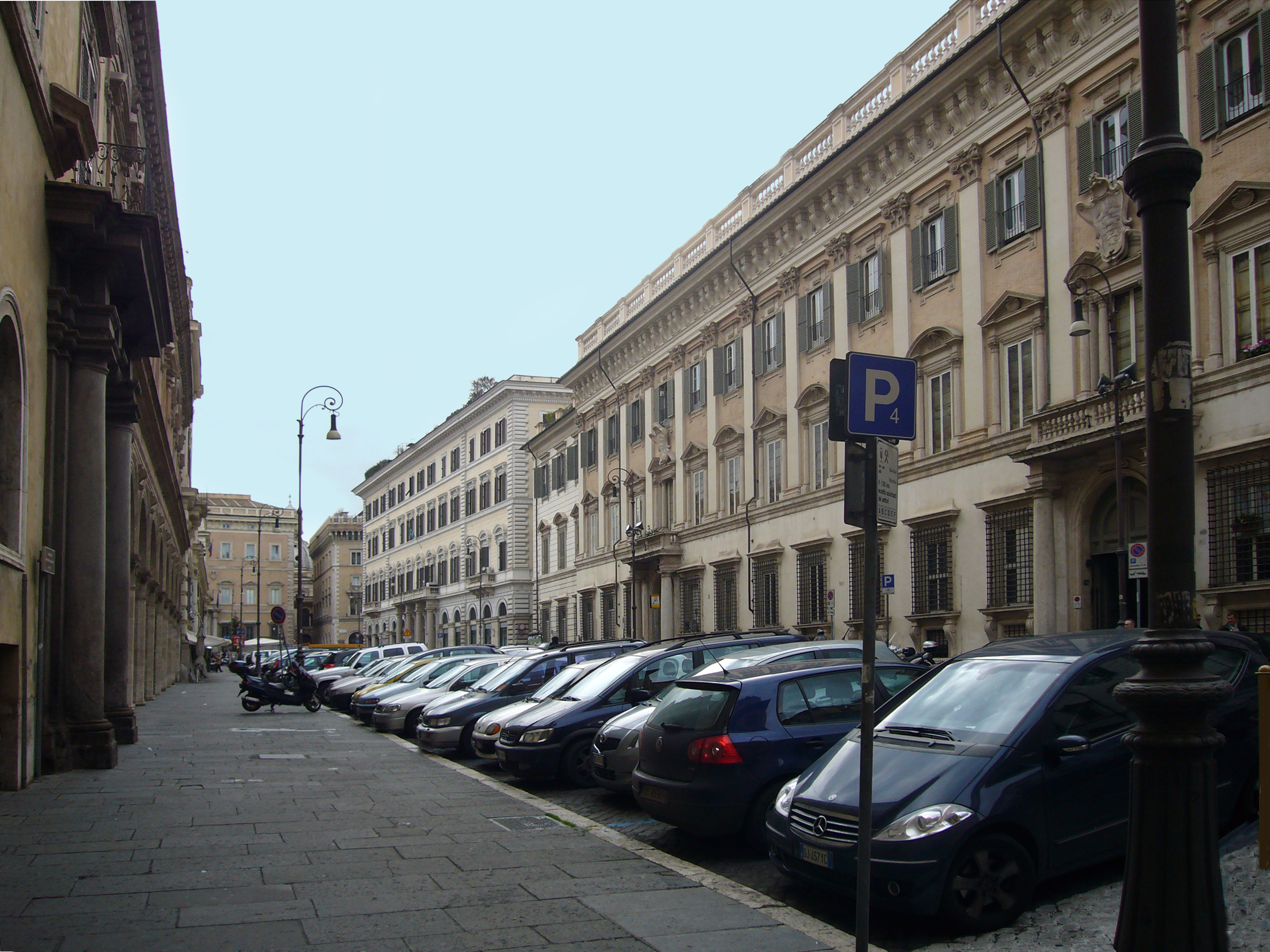
Palazzo Chigi (oggi Odescalchi) in largo Santi Apostoli a Roma

Flavio Chigi fu di fatto l'ideatore vero e proprio della collezione romana di famiglia. Questi era nato a Siena, dove visse fino all'elezione dello zio alla guida della Chiesa, quando fu chiamato al seguito del pontefice a Roma insieme a suo padre, Mario.
Seppur descritto dalle fonti antiche come persona rozza, per nulla raffinato e di non bella presenza, il cardinale si dimostrò sin da subito amante delle arti, verso cui dedicò particolare attenzione. Sulla scia di suo zio, ebbe un sodalizio particolarmente proficuo con Gian Lorenzo Bernini (che fu anche un consulente per gli acquisti, assieme a Niccolò Simonelli) e Carlo Fontana, ai quali furono commissionate svariate opere di fabbrica, come il palazzo al largo Santi Apostoli, la cappella del Voto nel Duomo di Siena, il palazzo di Formello, quella Cetinale, il palazzo di San Quirico d'Orcia, il sontuoso edificio di Ariccia e il nuovo braccia del porticato della basilica di San Pietro.

Nel 1658 la collezione doveva essere già ben strutturata, seppur il cardinale viveva ancora nel palazzo pontificio del Quirinale e non in un proprio edificio, poiché a questa data fu redatto il primo inventario ufficiale della raccolta. Il palazzo in largo Santi Apostoli fu comperato solo nel 1662 da Stefano Colonna, dove immediatamente fu collocata tutta la collezione, all'epoca composta da libri antichi, da pitture, site nel piano nobile, commissionate direttamente o acquistate sul mercato, e da reperti di antichità, collocati al pian terreno. Giovanni Pietro Bellori durante una visita all'edificio apprezzò e valutò con particolari elogi la collezione esposta.

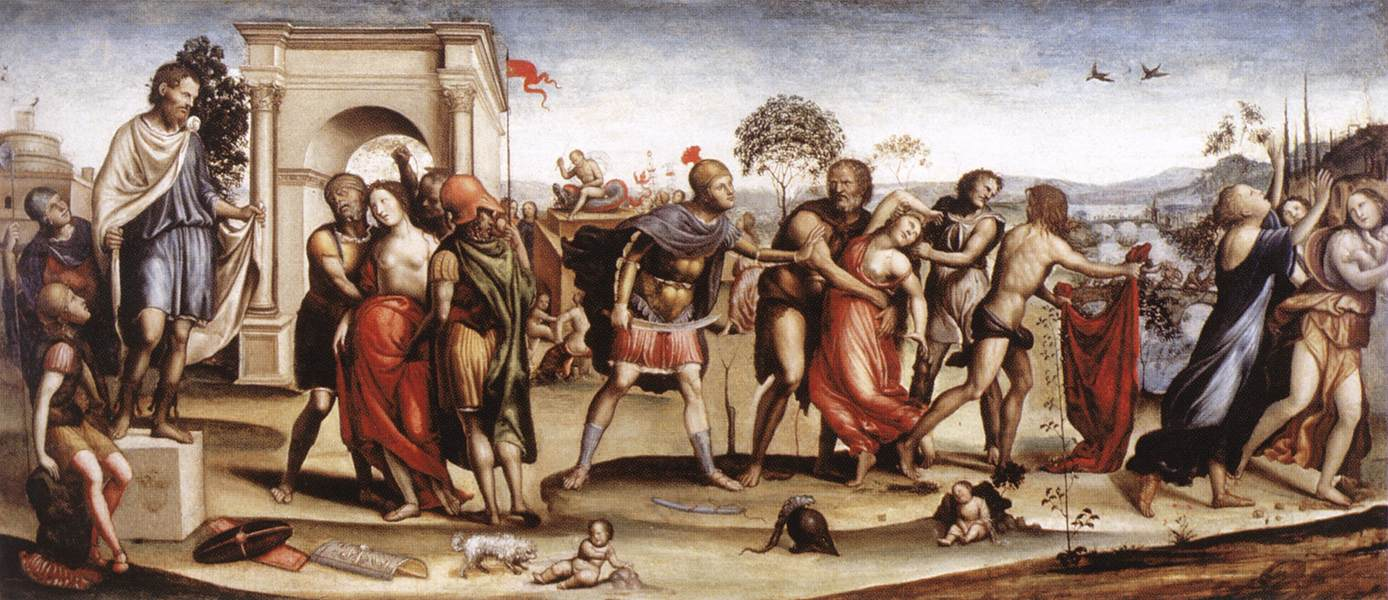
Il Sodoma, Ratto delle Sabine, Galleria nazionale d'arte antica di palazzo Barberini, Roma

Le prime commesse pittoriche avanzate dal cardinale furono inoltrate a pittori non proprio di primo ordine, bensì ad artisti locali marginali. Giovanni Maria Morandi fu il ritrattista di casa, Mario de' Fiori e Giovanni Stanchi furono i prediletti per le nature morte, Michele Pace veniva invece solitamente chiamato per le scene di caccia, mentre Giovan Battista Laurenti fu il paesaggista. Carlo Maratta ebbe un rapporto alquanto stabile con Flavio: compare già nel 1656 quale autore della Visitazione per la chiesa di Santa Maria della Pace, trovando anche consensi da parte di papa Alessandro VII, mentre eseguì per il cardinal nipote le due pale d'altare del duomo di Siena. Anche Bernardino Mei aveva un avuto un legame alquanto solido col cardinale: aveva compiuto per Flavio l'Allegoria della Fortuna (oggi a palazzo Barberini), risultando a busta paga del cardinale anche col ruolo di consulente per gli acquisti; il pittore, inoltre, vendette al porporato nel 1660 la sua collezione di dipinti, dei quali alcuni di importanti autori senesi, come il Sodoma, il Brescianino e il Beccafumi, e un'Adultera del Tintoretto (diversa da quella che fun anch'essa dei Chigi e oggi a palazzo Barberini, che invece ha altra provenienza). Pier Francesco Mola fu invece chiamato nel 1659 per compiere quattro quadri sovraporta con le allegorie dei sensi, mentre Salvator Rosa, seppure avesse avuto un'acredine nei confronti di Alessandro VII, dalla cui committenza era stato escluso, fu comunque ben apprezzato sia dal cardinale che dal principe Agostino Chigi, portando nella collezione ben dodici sue opere, tra cui figuravano negli inventari di Flavio l'Humana Fragilitas del Fitzwilliam Museum di Cambridge, e i due dipinti con Cristo che esorcizza i demoni e Cristo che predica agli apostoli, passati poi per relazioni di parentela nella collezione dei marchesi Incisa della Rocchetta. A queste opere, il cardinal nipote aggiungeva nella collezione anche quelle che di volta in volta venivano donate al pontefice. Nel 1660 il cardinale compera dalla collezione Orsini il San Giovanni Battista di Annibale Carracci, nel 1661 si registra l'acquisto della Sant'Agnese del Domenichino (oggi a palazzo Barberini), realizzata dal pittore già nel 1605, qualche anno dopo l'affresco della Fanciulla e l'unicorno di palazzo Farnese, di cui la versione della santa ricalca in maniera evidente il cartone di Annibale Carracci utilizzato per l'edificio di campo de' Fiori.

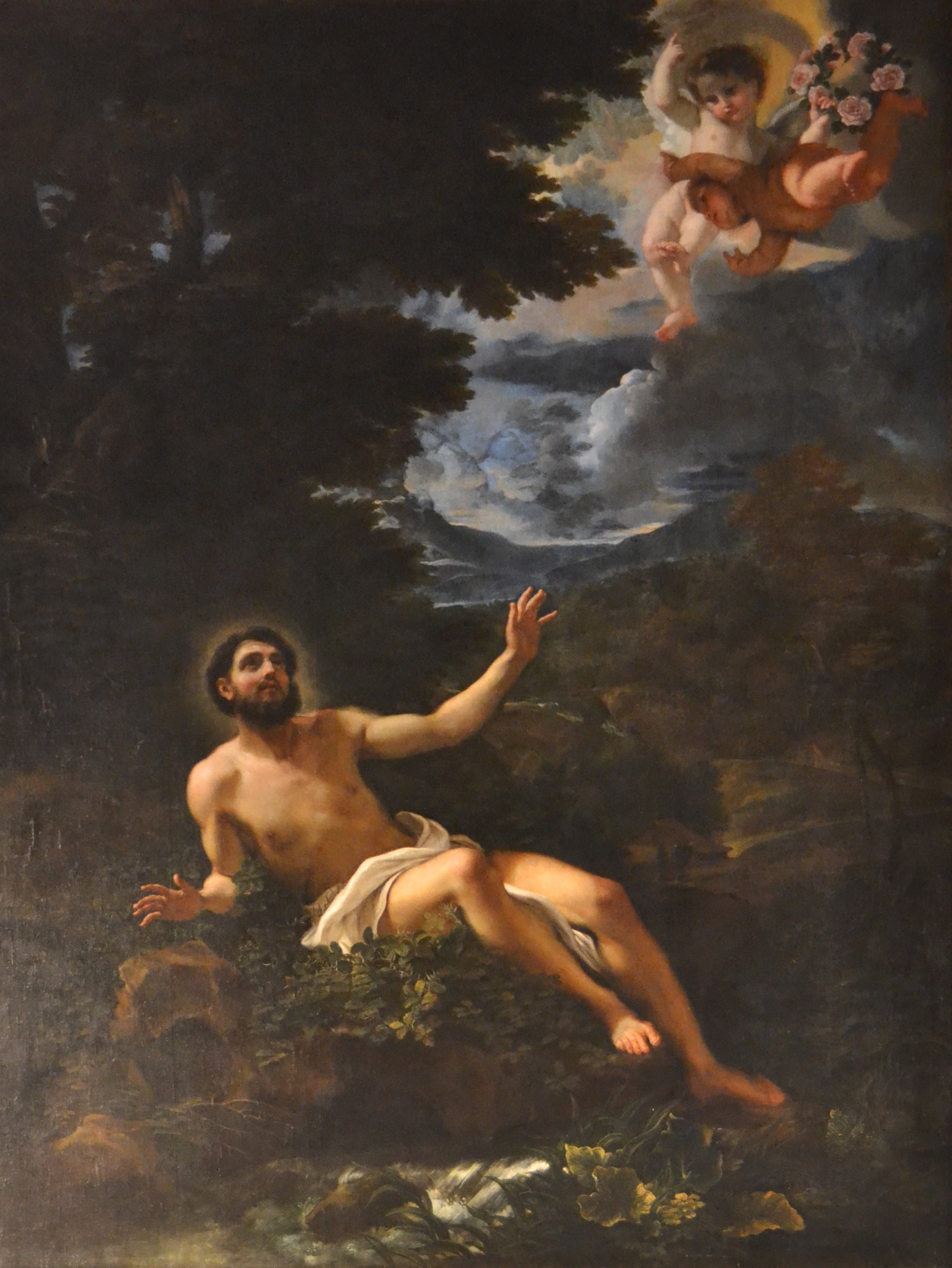
Baciccio, Beato Giovanni Chigi in penitenza, palazzo Chigi, Ariccia

Il 19 giugno 1662 viene rogato il fidecommesso della primogenitura, con il quale tutta la collezione dei beni romani o di altra parte, ad eccezione di Siena, veniva vincolata alla primogenitura del cugino Agostino Chigi, mentre quella dei beni in territorio toscano venivano assegnati alla primogenitura della sorella Agnese. Nello stesso periodo il padre di Flavio, Mario Chigi, entrò intanto in proprietà del casino nei pressi delle Quattro Fontane, ricevuto in eredità da monsignore Domenico Salvetti. Il complesso fu utilizzato dal cardinale come Wunderkammer, collocandovi infatti curiosità e opere rare.

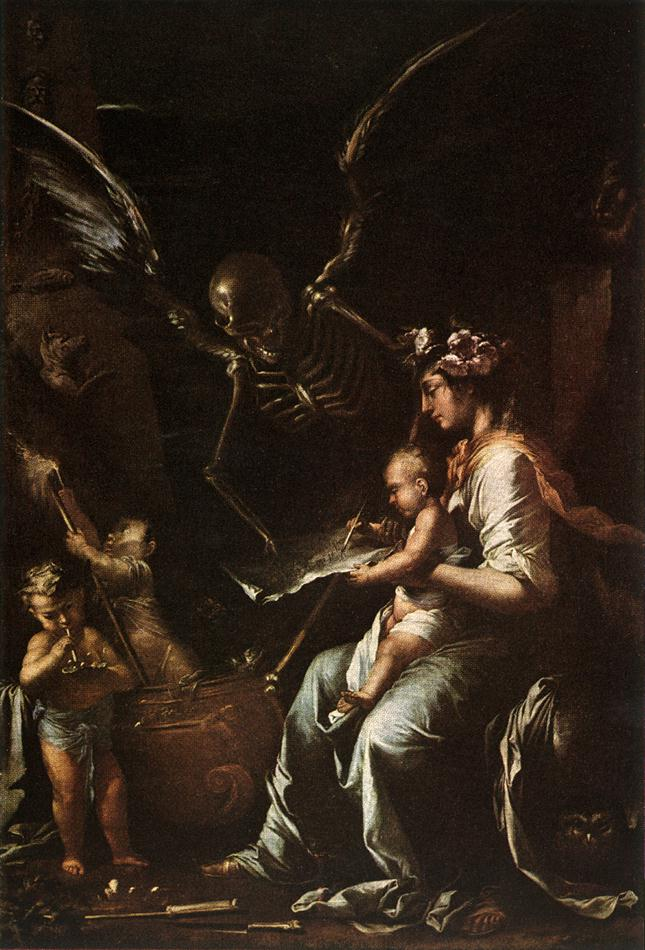
Salvator Rosa, Humana Fragilitas, Fitzwilliam Museum, Cambridge

Nel 1664 Alessandro VII invia Flavio alla corte di re Luigi XIV in Francia, per condurre alcuni incarichi diplomatici volti a stemperare il clima di tensione che esisteva tra il paese transalpino e la Chiesa. Furono donate al sovrano svariate opere, tra cui una Battaglia del Borgognone mentre di Salvator Rosa, il Democrito, il Protagora (oggi entrambe all'Ermitage) e la Battaglia eroica (oggi al Louvre). La missione riuscì con ottimi risultati e fu inoltre un modo utile per il cardinale di prendere spunto su determinati stili artistici locali, in particolare di gusto rococò; ad esempio portò l'arredamento in mobilia francese nel suo palazzo dei Santi Apostoli, ad Ariccia costituì la cosiddetta "stanza delle Belle", già in voga nella corte di Luigi XIV, mentre a Formello volle una villa che chiamò Versaglia in onore della reggia francese. Contestualmente a questi fatti (sempre nel 1664) fu incaricato il Bernini di progettare la ristrutturazione dell'intero edificio in largo Santi Apostoli, che materialmente fu compiuta dall'allievo Carlo Fontana.
Il cardinale fu anche un bibliofilo, passione che poté accrescere dal 1659 quando divenne bibliotecario della Apostolica vaticana fino al termine del pontificato chigiano. La collezione di libri era divisa tra il palazzo dei Santi Apostoli e la villa Versaglia di Formello. Alla morte del papa, nel 1667, la sua raccolta si unì a quella di Flavio, costituendo una libreria che contava circa 80.000 volumi.
Anche la raccolta di antichità era divisa tra il palazzo di Santi Apostoli (dove comunque era la gran parte delle opere) e la villa di Formello, dov'erano esclusivamente statue nei giardini e busti di imperatori romani nelle sale dell'edificio. La collezione di pezzi antichi fu una delle prime mosse collezionistiche di Flavio, conscio del fatto che nella Roma del XVII secolo, se si voleva ambire ad elevare il prestigio della propria famiglia nel tessuto cittadino, bisognava disporre di un catalogo di opere classiche di tutto rispetto. Queste venivano comperate sul mercato direttamente da Flavio, alcune furono acquistate da famiglie dell'aristocrazia romana in difficoltà economica, come i Savelli-Peretti, o in alcuni casi, com'era consuetudine al tempo, venivano rinvenute lì dove si finanziavano i lavori di scavo. Un inventario redatto tra il 1670 e il 1676 contava 95 statue nel palazzo dei Santi Apostoli, collocate al pian terreno, e 38 busti collocati nella Galleria del piano nobile.

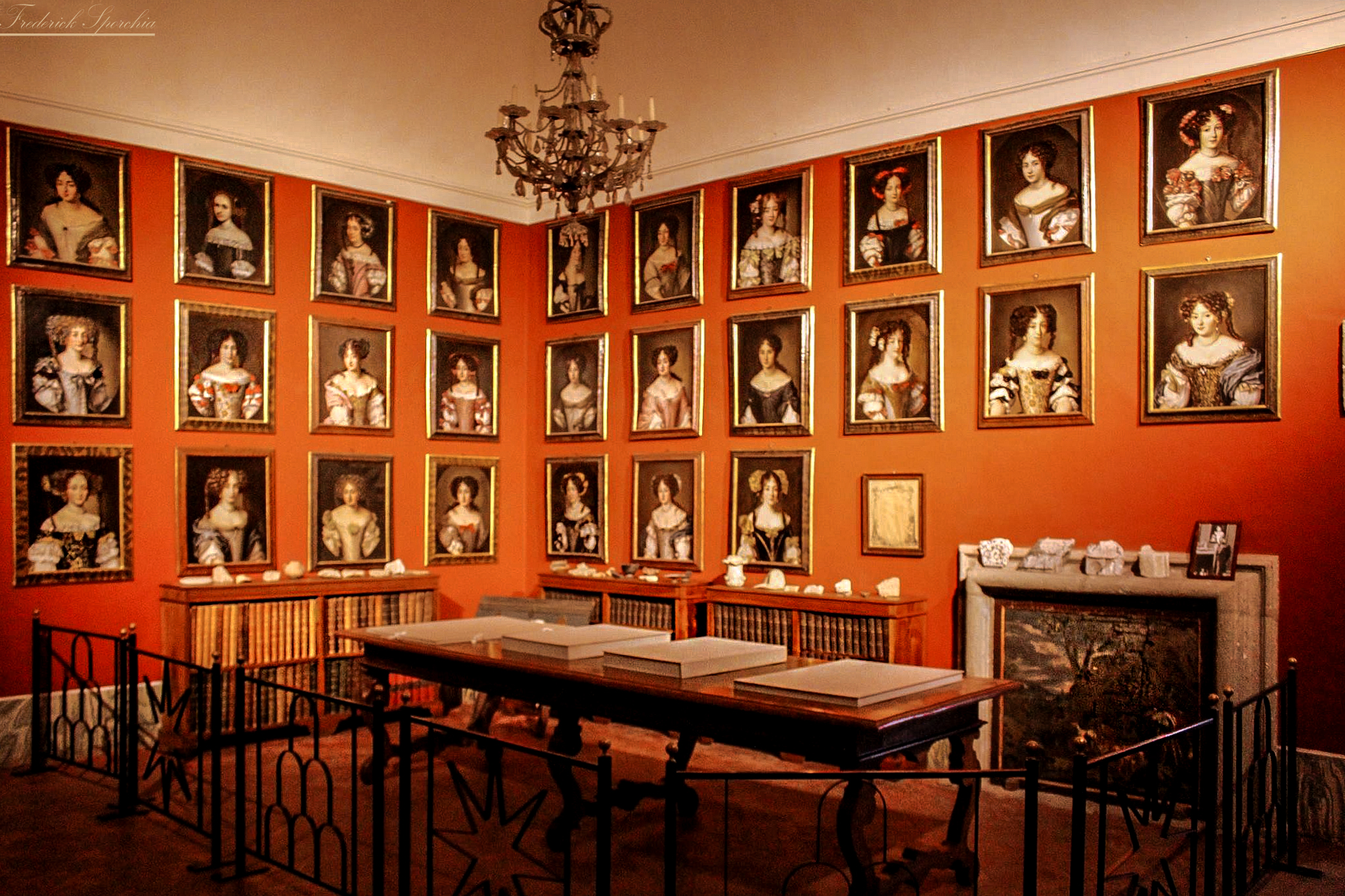
La serie di ritratti di nobildonne realizzati da Jacob Ferdinand Voet nel 1672 (palazzo Chigi ad Ariccia)

Tra il 1667 e il 1672 lavorò per il cardinale il Baciccio con svariate opere, di cui oltre ad alcuni ritratti di famiglia si registra il Beato Giovanni Chigi in penitenza (oggi al palazzo di Ariccia). Jacob Ferdinand Voet fu invece chiamato dal cardinale nel 1672 per eseguire una serie di ritratti di nobildonne italiane legate alla famiglia Chigi, oggi nel palazzo di Ariccia. Del ritrattista sono noti anche altri lavori, tra cui quello fatto al cardinale (oggi al palazzo di Ariccia), quelli a personalità vicine alla famiglia oppure la serie di ritratti delle donne Chigi fattesi monache. Figuravano nella collezione di Flavio anche quattro opere di Jusepe de Ribera (che poi diverranno sette nell'inventario del 1693): un san Sebastiano, un san Francesco in adorazione del crocifisso, un san Pietro in lacrime e un sant'Antonio abate.

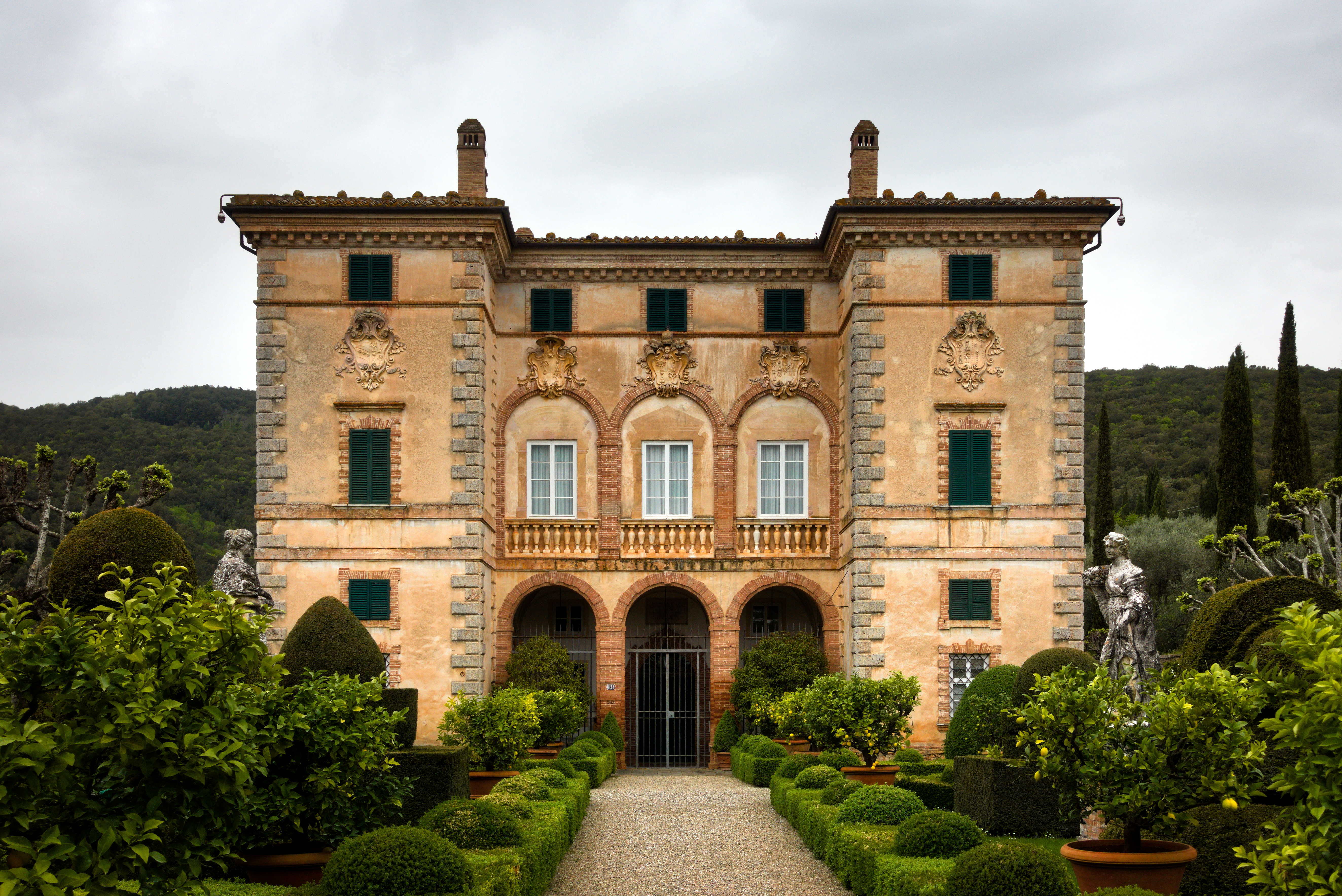
Villa Cetinale a Sovicille

Nel 1667 intanto papa Alessandro VII muore. Tra il 1672 e il 1678 Flavio finanzia il suo monumento funebre nella basilica di San Pietro, opera ancora una volta di Gian Lorenzo Bernini. Tra il 1676 e il 1678 Flavio Chigi su progetto dell'architetto Carlo Fontana, allievo del Bernini, fece costruire la villa Cetinale alle porte di Siena come luogo di riposo durante i periodi autunnali. La villa fu anch'essa abbellita di opere antiche, in particolar modo di busti, statuette minori e statue disposte nel giardino. Nella villa fu altresì ricollocato il cosiddetto altorilievo delle Muse, lastra di un sarcofago romano che inizialmente fu riutilizzata nel cortile del palazzo di Flavio Chigi ai santi Apostoli (oggi al Museo archeologico di Siena).
Dal 1682 al 1688 compare più volte nei documenti di pagamento del cardinale il pittore Francesco Trevisani e i decoratori ad affresco dei palazzi di sua proprietà Giovan Paolo Schor, Antonio Tempesta e Joos de Momper, i quali questi ultimi due realizzarono i volatili e segni zodiacali nel piano nobile.

#### La collezione del principe Agostino Chigi (1656-1705)

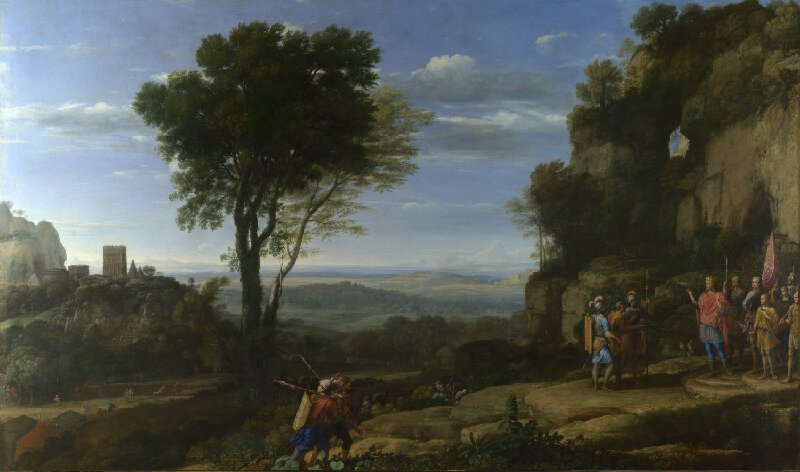
Claude Lorrain, Paesaggio con David e tre eroi, National Gallery, Londra

Il principe Agostino, rettore dello Spedale di Santa Maria alla Scala di Siena, contribuì anch'egli all'incremento della collezione artistica, che però teneva parallelamente a quella di Flavio nel suo palazzo di piazza Colonna, comperato tra il 1658 e il 1659 dalla famiglia Aldobrandini.
Il principe, una volta giunto a Roma assieme al cugino Flavio e allo zio Mario, commissionò svariate opere a partire dagli anni '50 del Seicento. Salvator Rosa fu tra i più prolifici in tal senso: realizzò Pindaro e Pan (oggi al palazzo di Ariccia), definito dallo stesso pittore napoletano il migliore mai realizzato fino a quel momento, e una serie di paesaggi, tra cui il Mercurio ed Argo (oggi a Kansas City), cui faceva pendant con un'altra commessa avanzate al Lorrain, nel 1658, con il Paesaggio con David e tre eroi (oggi alla National Gallery di Londra).
Nell'edificio di piazza Colonna vi collocò anche la collezione che acquisì in eredità dal padre Augusto, a sua volta ricevuta per lascito da un altro Agostino Chigi (1563-1639), prozio facente parte del ramo senese della famiglia appassionato di pitture di scuola caravaggesca e anch'egli già rettore dello Spedale Santa Maria alla Scala, dov'è registrata nella sua residenza nella città toscana fino al 1644. In questo elenco vi figurano opere di prim'ordine, come lo Sdegno di Marte, compiuta su richiesta di Giulio Mancini che la commissionò nel 1613 a Roma per farne dono al prozio Agostino a Siena, il Genio delle arti (Amore vincitore) di Astolfo Petrazzi, la Maddalena in meditazione di Jusepe de Ribera e un'altra serie di opere di autori della scuola senese.

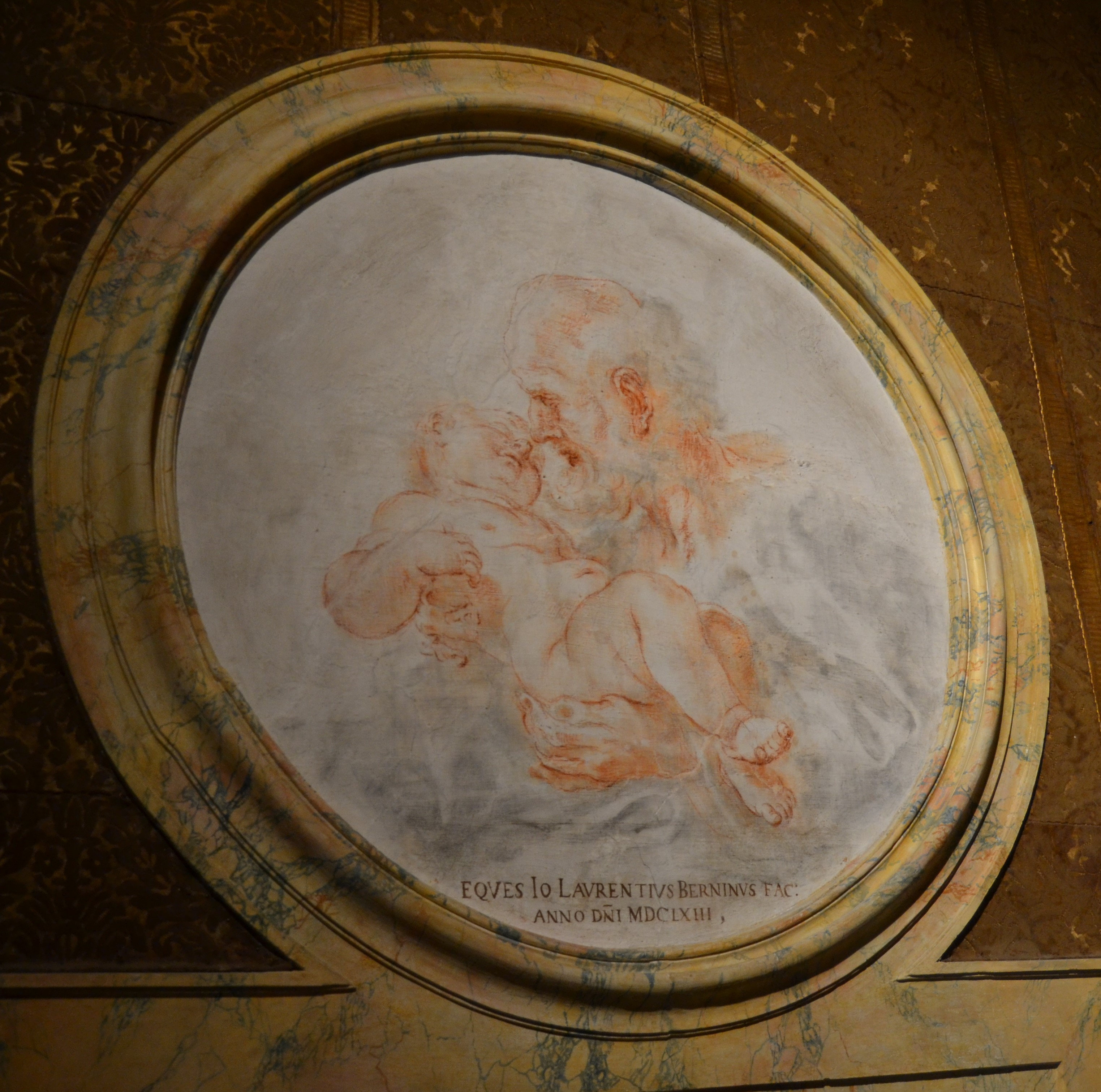
Gian Lorenzo Bernini, Giuseppe col Bambino, palazzo Chigi, Ariccia

Nel 1661 Agostino assieme al cardinale Flavio e allo zio Mario acquista per la somma di 358.000 scudi il feudo di Ariccia dalla famiglia Savelli, con anche il loro castello, che fu rifatto tra il 1664 e il 1672 trasformandolo in un nuovo sontuoso palazzo ducale. Così come avvenne per il palazzo ai Santi Apostoli ì lavori furono progettati ancora una volta dal Bernini e realizzati dall'allievo Carlo Fontana. Il maestro si occupò nella stessa fase di riorganizzare anche l'urbanistica circostante dell'intero borgo, realizzando dietro commessa diretta di Alessandro VII la sistemazione della piazza di Corte, con la progettazione della chiesa dell'Assunta, le fontane recanti i simboli Chigi, i casini laterali, l'esedra e la porta Napoletana.
La scelta di avere una dimora ad Ariccia fu voluta in modo da poter essere vicini a Castel Gandolfo, dove si recava il papa durante le stagioni estive. Durante i lavori, in occasione della nascita del primo figlio maschio del principe Agostino, il Bernini gli dedicò una sanguigna con San Giuseppe col Bambino (1666) nella cappella privata del palazzo.

#### Il testamento di Flavio Chigi del 1693

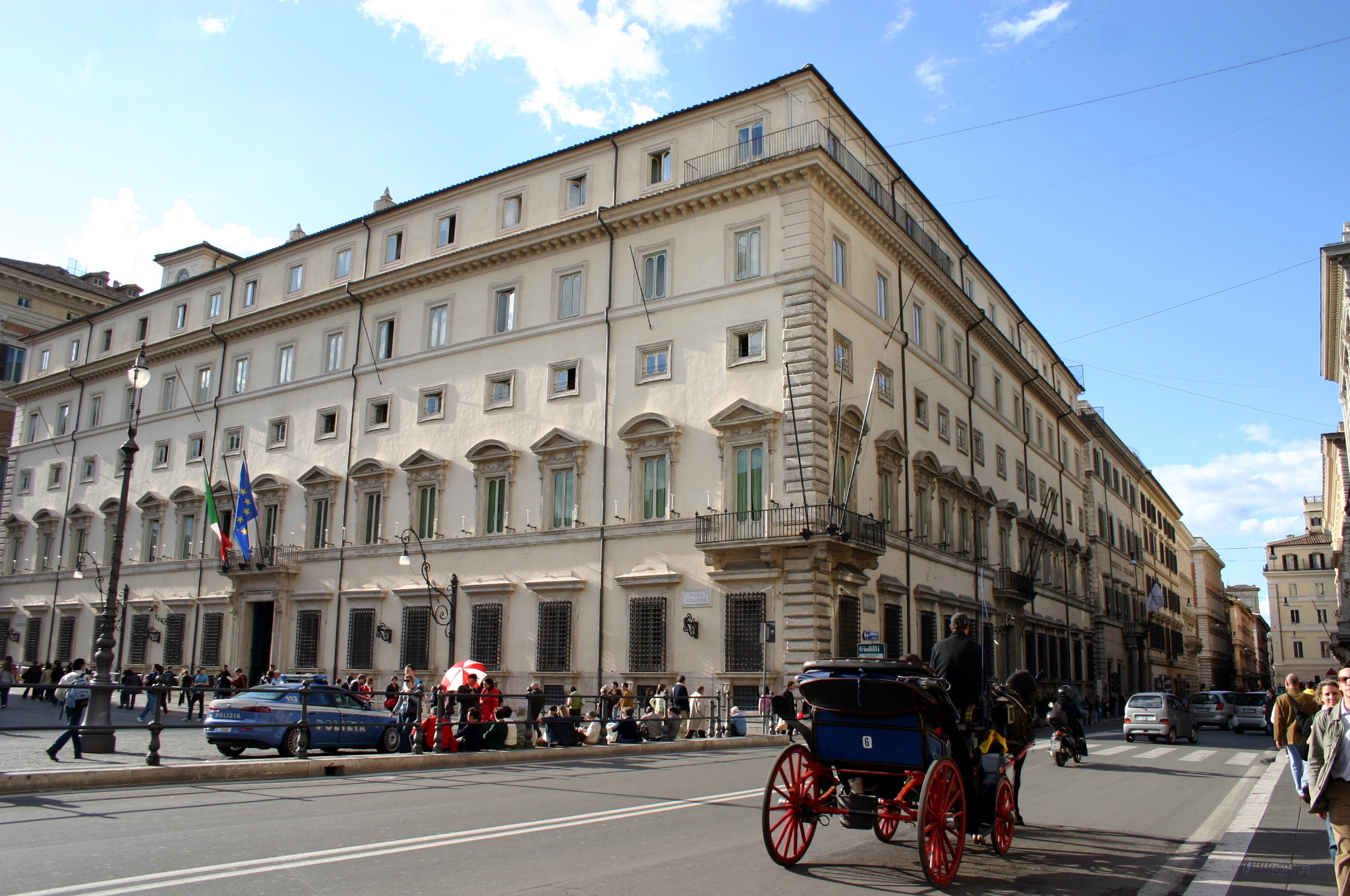
Palazzo Chigi di piazza Colonna a Roma

Il 7 maggio 1692 Flavio Chigi stila il suo testamento, dove si ribadisce sostanzialmente quanto già stabilito con il vincolo del 1662. Nel 1693 il cardinale muore. Il palazzo ai Santi Apostoli venne liberato e dato in fitto al Livio Odescalchi; tutte le opere furono ereditate dal principe Agostino, che invece viveva nel palazzo di piazza Colonna. Il nobile si trovò quindi per la prima volta a vedere tutta la raccolta unita sotto lo stesso tetto. Vista la copiosità di opere che caratterizzava la collezione del cugino cardinale, di cui oltre alla quadreria c'erano anche opere d'antichità e testi librari, il palazzo fu interessato da lavori che ne prevedettero l'innalzamento di un ulteriore piano.
Le opere raccolte dal Flavio costituiscono il nucleo fondante dell'intera collezione di famiglia, con dipinti dei principali maestri del barocco romano, come Guercino, Baciccio, Salvator Rosa, nonché la ricca collezione di antichità. A differenza delle collezioni coeve delle grandi famiglie romane del tempo, come i Borghese, i Barberini o i Pamphilj, quella Chigi non fu proiettata a nessuna commessa inerente grandi cicli di affreschi dei loro palazzi, utilizzati infatti prettamente per ospitare la copiosa quadreria che ha caratterizzato l'intera storia della collezione.
La villa Cetinale fu lasciata al nipote, il figlio della sorella Agnese, Bonaventura Zondadari (dove rimase di proprietà della famiglia fino al Duemila, quando fu venduta a un mercante inglese), mentre il casino alle Quattro Fontane fu dato anch'esso ad Agostino.

### Settecento

#### La dispersione dei pezzi d'antichità sotto Augusto Chigi (1728)

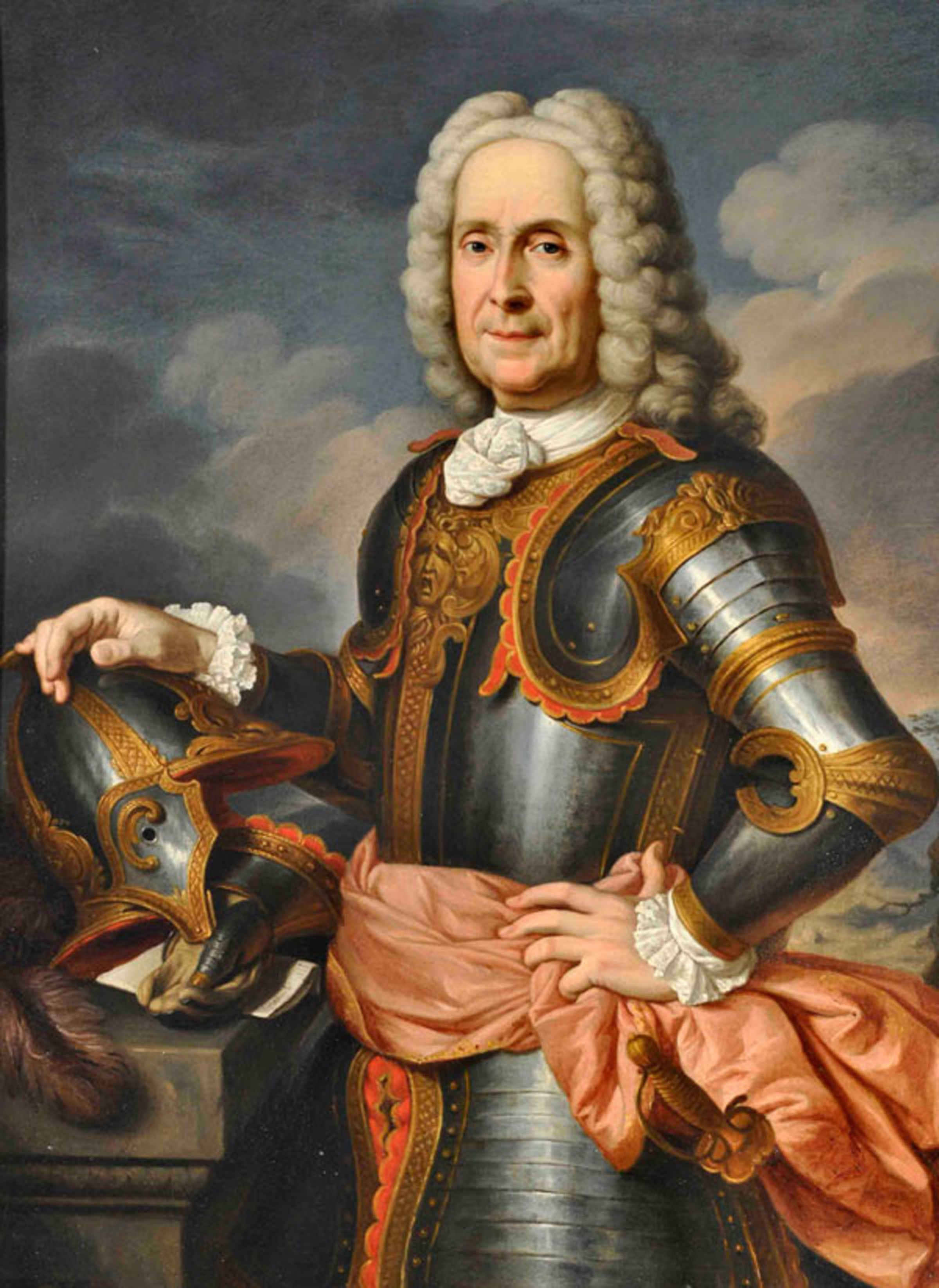
Jean-François de Troy, Ritratto di Augusto Chigi, palazzo Chigi, Ariccia

Con la morte di Agostino nel 1705 la collezione viene ereditata da Augusto Chigi. Il testamento menzionava le opere sostanzialmente intatte rispetto agli antichi inventari: ad esempio erano ancora insieme i pendant dei paesaggi di Salvator Rosa e Lorrain. Nel 1707 le opere, sia antiche che pittoriche, sono descritte nelle guide tutte nel palazzo su via del Corso.

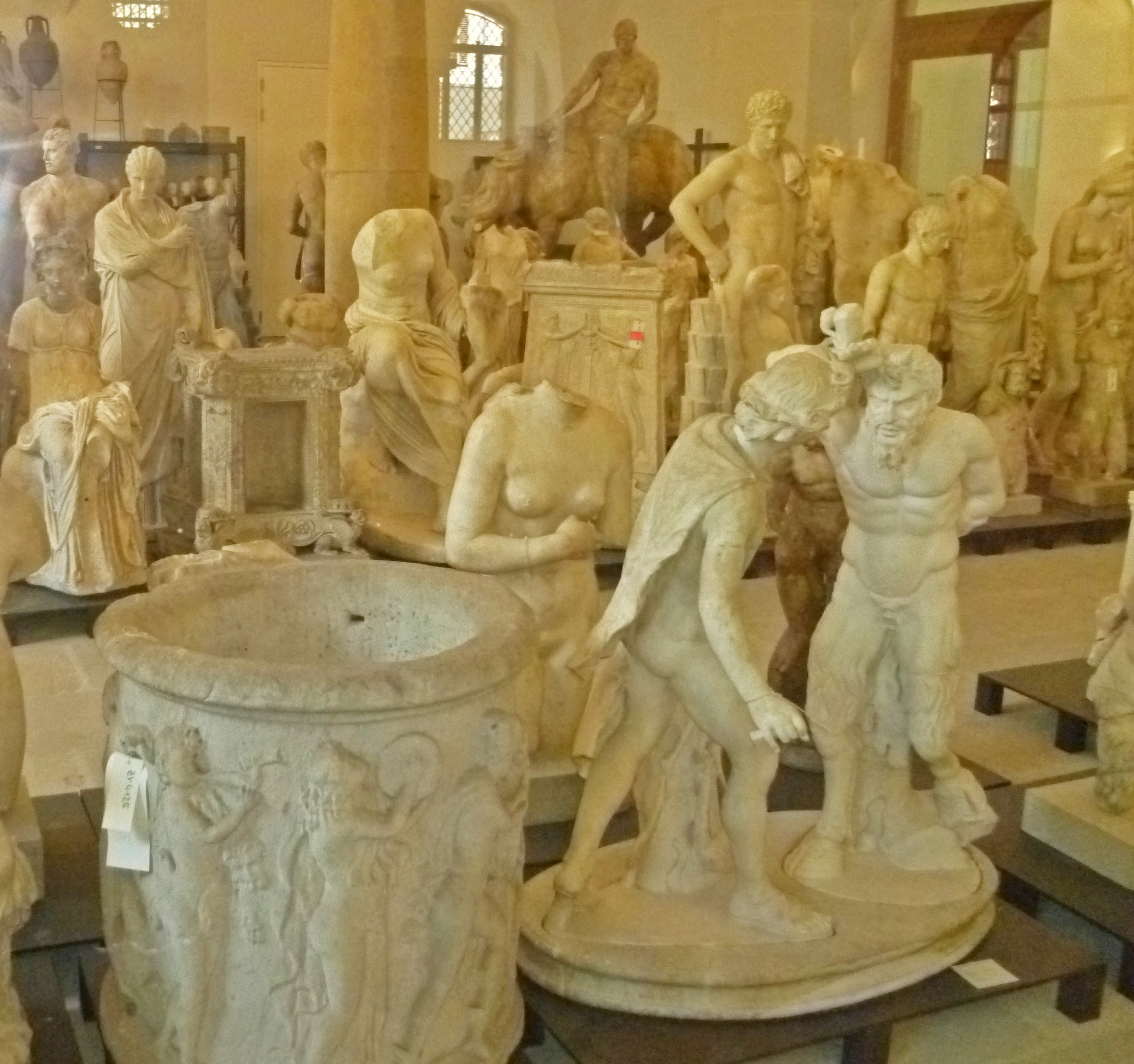
Una sala del Skulpturensammlung di Dresda, dove sono collocate le opere provenienti dalla collezione Chigi: in primo piano a destra è l'Apollo e Marsia.

Nel 1728 inizia la fase di smembramento della raccolta: furono messi in vendita un cospicuo numero di opere, di cui Federico Augusto I di Sassonia ne comperò 162 pezzi al prezzo di circa 34.000 scudi, tutti di antichità, per il museo di Dresda (dove sono tutt'oggi). Mediatore della trattativa fu Pier Leone Ghezzi, abile mercante figlio di Giuseppe Ghezzi, anch'egli influente perito che aveva legami con molti collezionisti del tempo. Il Ghezzi allacciò i rapporti col re sassone già dal 1727. La prima proposta di vendita del prezzo di 60.000 scudi avanzata dal Chigi risultò troppo onerosa per il re, tant'è che una rivisitazione della trattativa vide successivamente un incremento delle opere facenti parte del lotto d'acquisto a parità di prezzo, mentre il sovrano mirava più ad un abbassamento del prezzo di vendita fino a 40.000 scudi. Si aggiunsero alla trattativa quindici busti di imperatori romani, la statua della cerva, varie statuette di alabastro "da camera" e alcune opere moderne, come la Testa di Morte di Gian Lorenzo Bernini e il bassorilievo con la Sacra Famiglia. Augusto il Forte non intese tuttavia assecondare la proposta, che a parer suo rimaneva troppo onerosa rispetto ai prezzi che pagarono il lord Pembroke e Filippo V di Spagna peri rispettivi acquisti di sculture delle collezioni Giustiniani (1720) e Odescalchi (1724). Nel 1728 il Ghezzi fu rimpiazzato da Raymond Leplat nella conduzione delle trattative, il quale spedito a Roma per valutare la bontà delle opere oggetto di vendita, ne fece riprodurre delle xilografie così da mostrare al re quali fossero concretamente i marmi che stava acquistando. Leplat oltre a rifiutare i busti romani aggiuntivi proposti dal Chigi, ritenuti superflui dal re sassone, riuscì con le sue trattative a far abbassare il valore dell'offerta ancor oltre le aspettative, ossia a circa 34.000 scudi.
Nel 1740 Augusto finanziò i lavori nell'ala nord ovest del palazzo di Ariccia. Le nozze con Maria Eleonora Rospigliosi portarono nella collezione alcune opere che la nobile aveva in dote, tra cui alcuni ritratti di famiglia, come quello personale di Pierre Subleyras o come quello di papa Clemente XIV di Baciccio (entrambi al palazzo di Ariccia).
Nel 1744 invece vengono alienate alcune "curiosità" dal casino alle Quattro Fontane, alterando il catalogo inventariato alla morte di Agostino, il quale invece lo fotografava a quel momento identico a quello che aveva lasciato Flavio. Alcuni pezzi della Wunderkammer furono donati a Papa Benedetto XIV (oggi divisi tra i Musei Capitolini e quelli Vaticani), quelli che rimasero furono invece divise tra i figli, portando il casino a perdere per questi motivi la sua funzione di "Museo delle curiosità".

#### La collezione sotto Agostino II (1744-1769)
Dopo Augusto, morto nel 1744, la collezione passò ad Agostino II. Il palazzo che fu del cardinale Fulvio venne venduto alla famiglia Odescalchi nel 1745, che con esso acquisì anche una parte marginale della raccolta di antichità (cinque statue, tre busti, due bassorilievi e tre piedistalli iscritti) rimasta nella struttura in quanto nel 1693 non trovò posto nell'edificio di piazza Colonna dove fu trasferita la collezione.
Nel 1755 Augusto II acquista la tenuta e la villa di Castel Fusano. Il cavaliere del Toson d'oro, titolo che gli venne concesso dal pontefice Clemente XI Albani a seguito delle nozze con una nipote, Maria Augusta, fu attivo anche per il duomo di Siena, dove commissionò i rilievi bronzei per la cappella del voto.
Nel 1763 intanto il cardinale Flavio Chigi junior fa costruire alle porte di Roma una villa a uso di casino di villeggiatura.

#### La collezione sotto Sigismondo Chigi (dal 1769 al 1793)

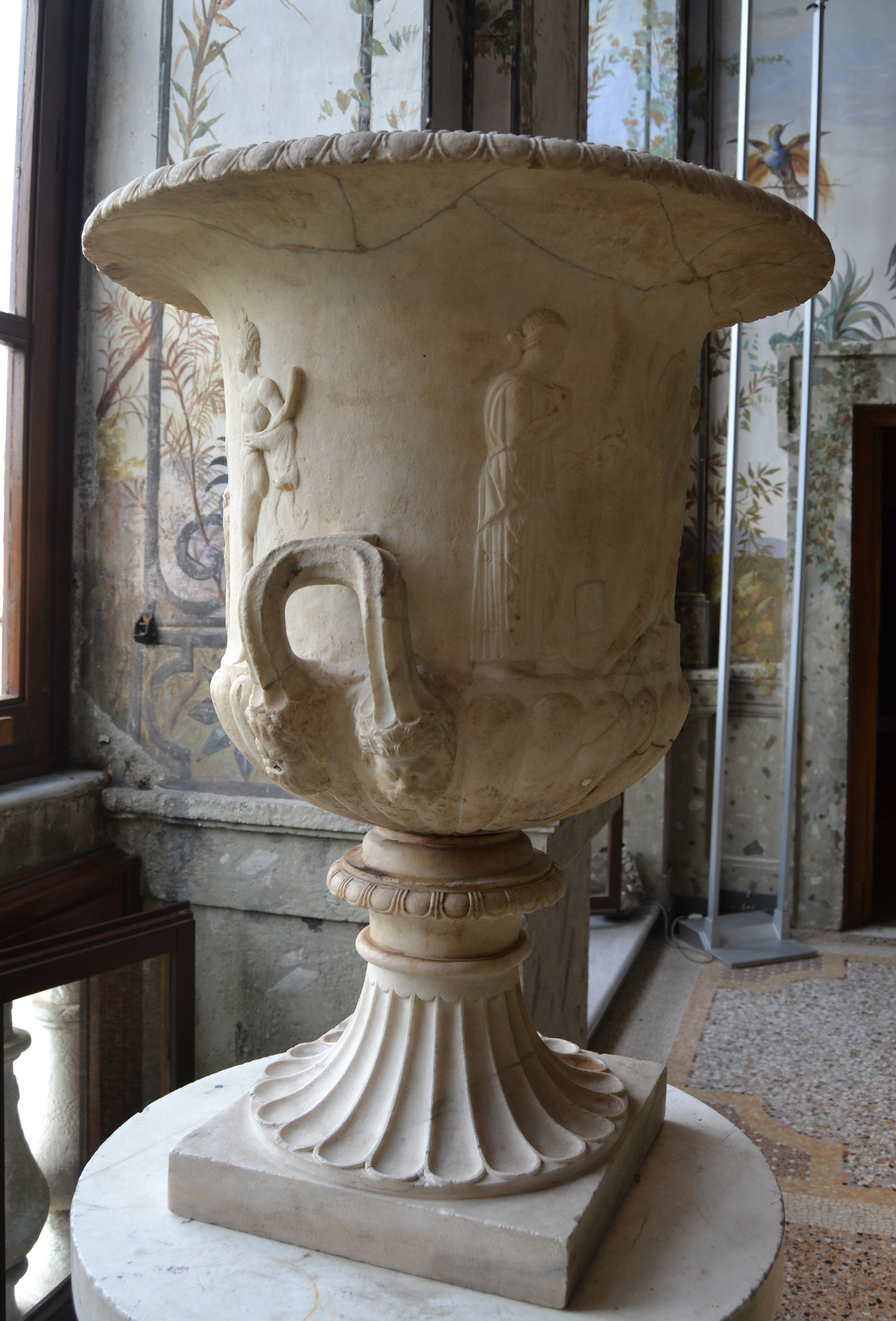
Cratere (o Vaso) Chigi, palazzo Chigi, Ariccia

Alla morte di Agostino II nel 1769 la collezione passa a Sigismondo Chigi. Questi fu il finanziatore di una serie di interventi nel palazzo Chigi di piazza Colonna a Roma, tra cui anche il salone d'oro, progettato da Giovanni Stern e voluto in occasione delle prime nozze con Maria Flaminia Odescalchi nel 1767. Lo Stern divenne in questa fase l'architetto di casa della famiglia Chigi, da cui ebbe tra tutte anche la commessa di restaurare il complesso dell'Assunta ad Ariccia, occasione nella quale fu poi posta l'iscrizione nel fregio della chiesa: «SIGISMVNDVS CHISIVS IN HONOREM / RESTITVI T ORNAVIT A.D. MDCCLXXI». Il principe fu promotore anche degli interventi decorativi neoclassici del palazzo antistante, per il quale furono realizzate Storie dell'Ariosto, vedute paesaggiste e grottesche rispettivamente di Giuseppe Cades e Nicola Lapiccola, Felice Giani e Giovanni Campovecchio e infine Liborio Coccetti.

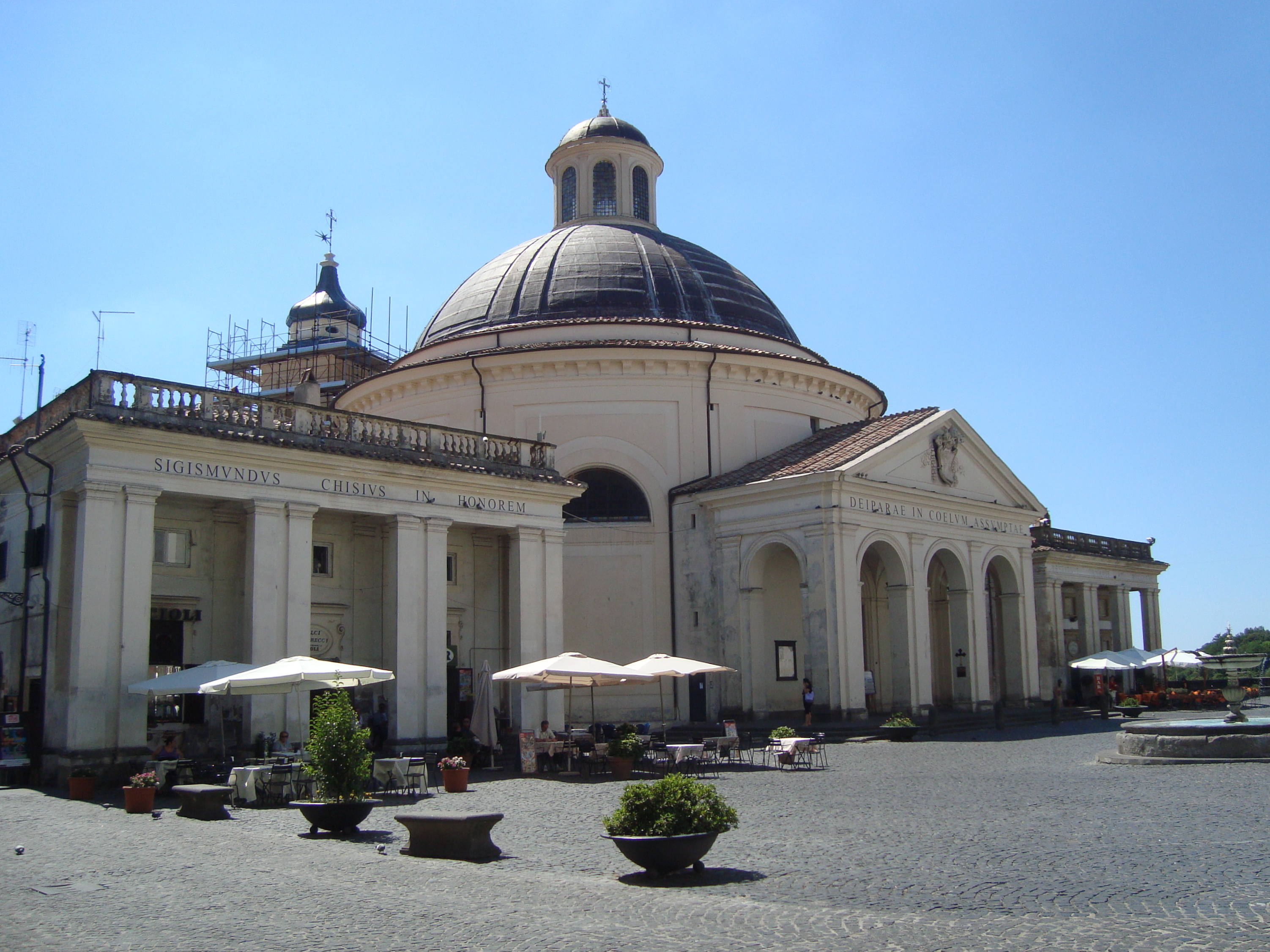
Collegiata di Santa Maria Assunta, Ariccia

L'inventario artistico di Sigismondo redatto nel 1770 menzionava ancora in pendant i due paesaggi di Salvator Rosa e Lorrain, mentre una viaggiatrice inglese registrava nel 1776 lo Sdegno di Marte nella collezione di palazzo Chigi a via del Corso, con l'errata assegnazione al Caravaggio anziché al Manfredi. Nel 1788 fu sua la volontà di vendere il casino alle Quattro Fontane a tal Antonio Agliana.
Per 500 scudi acquistò il bozzetto della Consegna delle chiavi di Anton Raphael Mengs, opera che sarebbe dovuta essere collocata sull'altare di fronte al sepolcro di Alessandro VII in San Pietro in Vaticano. Sigismondo fu promotore di diversi scavi archeologici che hanno consentito il rinvenimento molti pezzi antichi entrati a far parte della collezione: durante uno scavo effettuato tra il 1778 e il 1779 furono trovate in una villa imperiale nella tenuta di Castelporziano diverse opere, tra cui una statua di Apollo (oggi a palazzo Massimo) e il busto di Filippo l'arabo (ai Musei Vaticani).  A Tor Paterno fu rinvenuto un molosso, a Castel Fusano furono rinvenuti invece il busto di Antonino Pio, quello di Faustina, un leone, alcuni pezzi in alabastro e il cosiddetto Vaso (o cratere) Chigi, che taluni di questi figurano anche in un dipinto commissionato dallo stesso Sigismondo, il quale si fece riprendere in posa ufficiale a cavallo nella medesima tenuta. Nel 1787 viene acquistata la Venere di Menofanto, già presso la chiesa di San Gregorio al Celio.
L'inventario del 1793 redatto alla morte di Sigismondo descrive lo stato dell'arte della collezione, dove alcuni quadri, tra cui il paesaggio con Argo e Mercurio di Salvator Rosa e quello del Lorrain con David e tre eroi figurano ancora nel palazzo al Corso. Il gruppo di statuette bronzee che era nel casino Chigi fu invece tutto venduto a un mercante inglese (oggi alla National di Londra).

### Ottocento

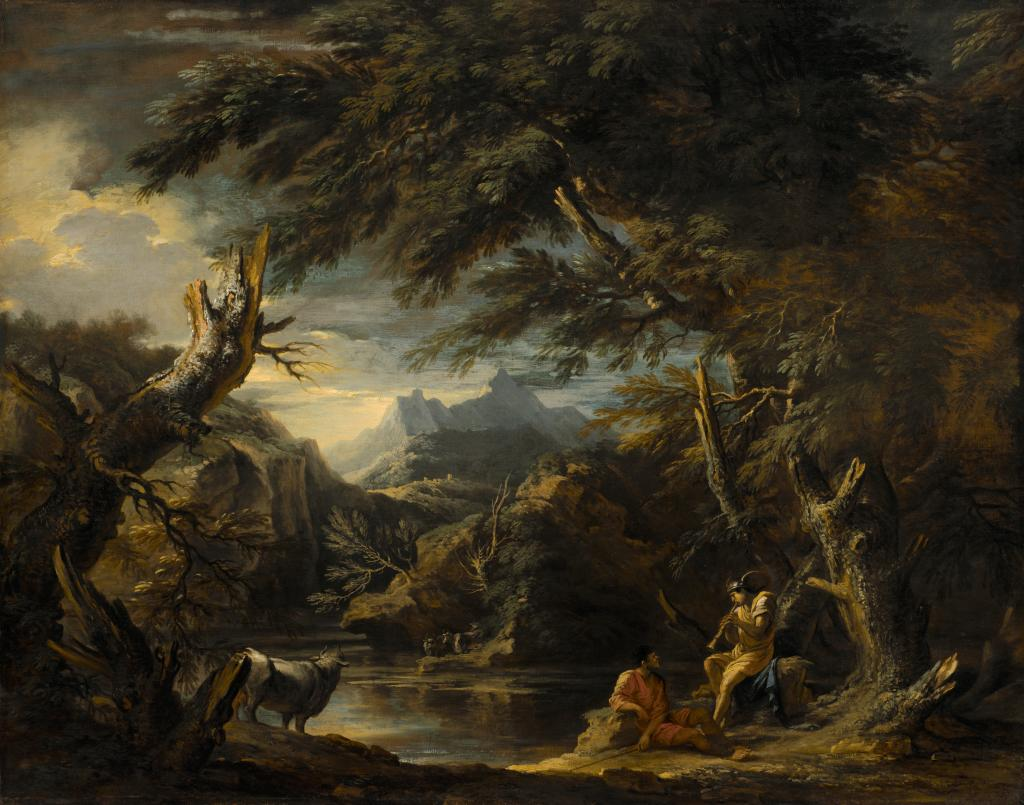
Salvator Rosa, Paesaggio con Mercurio ed Argo, Nelson-Atkins Museum of Art, Kansas City

Agli inizi del secolo risultano messi in vendita nel mercato inglese alcuni quadri della collezione, tra cui i due paesaggi pendant di Salvator Rosa e Lorrain, acquistati dal banchiere inglese Robert Sloane, da cui per eredità e successive vendite sono oggi giunte una in collezione privata inglese e l'altra alla National di Londra.
Una sentenza del Tribunale del 1842 riconobbe Sigismondo Chigi Albani della Rovere, VI principe di Farnese, quale erede della primogenitura dei beni della famiglia Albani e pertanto a lui andarono i titoli e i successi dell'estinto casato, così come la possibilità di portare lo stemma familiare e anche la proprietà del palazzo alle Quattro Fontane e il feudo di Soriano nel Cimino.
Nella seconda metà del XIX secolo la collezione è ereditata da Mario Chigi. In occasione delle nozze tra il principe Mario e Antonietta Sayn Wittgenstein nel 1857 che si celebrarono nel palazzo di Ariccia, viene decorata da Annibale Angelini la sala da Pranzo d’Estate, dove sono realizzati nella volta soggetti di natura, quindi un pergolato fiorito, uccelli e animali.
La dispersione della collezione riprese un consistente avvio sul finire del secolo: nel 1899 il principe Chigi immette svariate opere nel mercato inglese, tra cui la Madonna dell'ecuarestia di Botticelli.

### Novecento

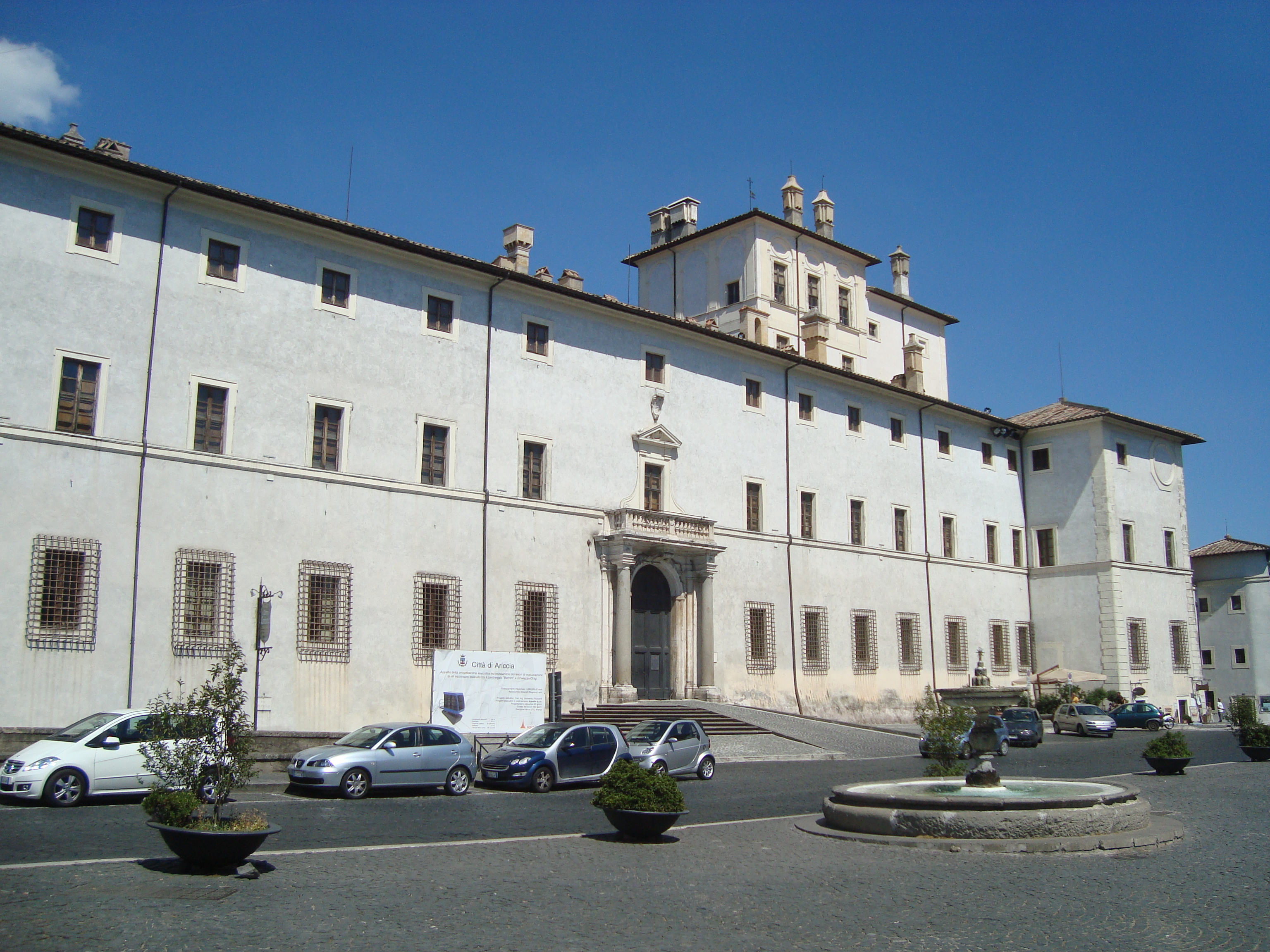
Palazzo Chigi di Ariccia

Nel 1917 la collezione ebbe un frazionamento che ne compromise ulteriormente l'integrità (già alterata con le alienazioni sette-ottocentesche): una parte fu divisa tra gli eredi (Ludovico, Francesco e Eleonora Chigi, da quest'ultima che finiranno tramite nozze nella collezione Incisa della Rocchetta), mentre un gruppo di 81 tele e 83 arredi, assieme a tutto l'edificio di piazza Colonna, fu venduto allo Stato italiano nel 1918. Queste opere confluirono nella Galleria Nazionale d’Arte Antica di Roma, seppur alcune furono affidate in sottoconsegna presso luoghi istituzionali come le ambasciate estere.

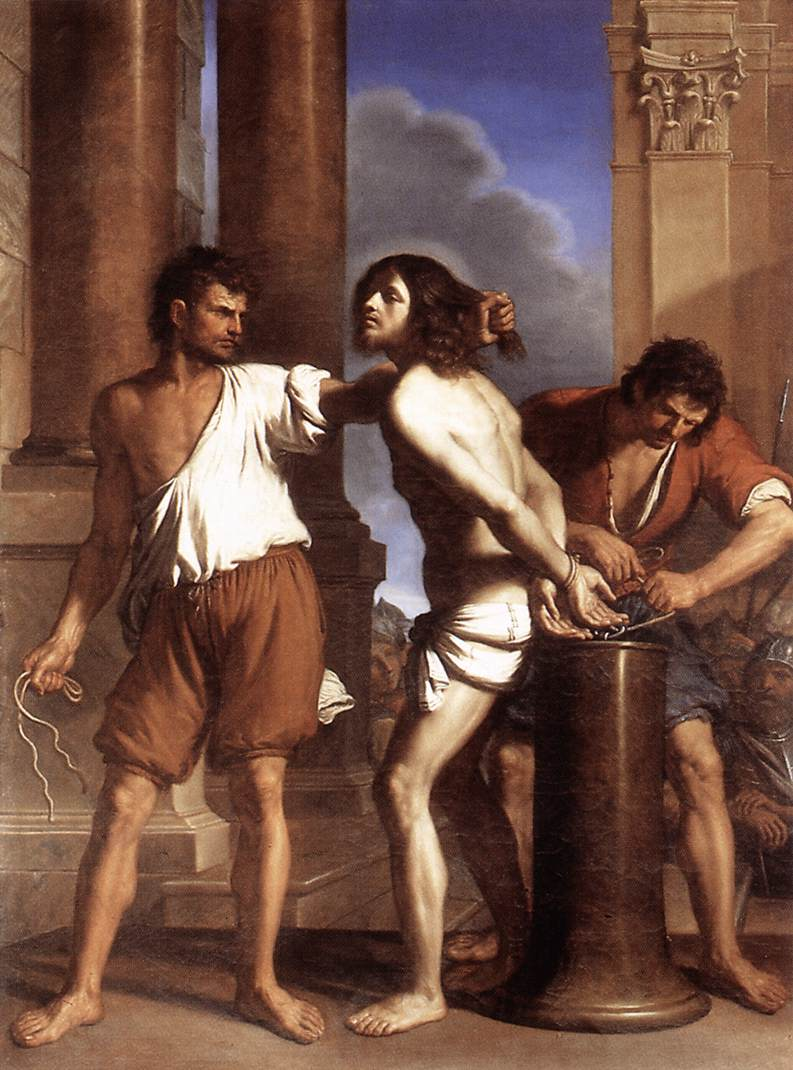
Guercino, Flagellazione, Galleria nazionale d'arte antica di palazzo Barberini, Roma

La parte di collezione che rimasta agli eredi è in parte immessa nel mercato d'arte e in parte trasferita nella residenza di Ariccia. Un gruppo di bozzetti in terracotta di Bernini e Algardi già facenti parte dell'acquisto del 1918 viene poi donato nel 1923 a Pio IX ed è oggi ai Musei Vaticani. Queste iniziative consentirono di salvare una parte significativa della collezione, che restò quindi in Italia, giacché un'altra grossa fetta fu dispersa in varie raccolte del mondo.
Nel 1937 viene venduto a un collezionista inglese lo Sdegno di Marte di Bartolomeo Manfredi. La storica biblioteca di Flavio, composta tra l'altro anche da libri donati da Luca Olstenio, viene trasferita alla biblioteca Vaticana. Nel 1970 viene trafugata da villa Cetinale la lastra con altorilievo delle Muse; rinvenuta poi nel mercato di Ginevra, fu ricollocata nel Museo archeologico di Siena contestualmente alla vendita della villa al parlamentare inglese sir Antony Lambton. Nel 1982 vengono vendute nel mercato estero svariate opere del Guercino.
Circa dieci anni dopo, nel 1988, il palazzo di Ariccia con la collezione d'arte custodita fu venduto da Agostino V al Comune della cittadina romana, mentre la famiglia tenne per sé la villa di Casal Fusano, tutt'oggi di loro proprietà.
Nel 1998 vengono acquistate dallo Stato alcune opere antiche della collezione di Flavio Chigi rimaste già dai tempi remoti nel palazzo ai Santi Apostoli che divenne nel Settecento degli Odescalchi, le quali furono ricollocate nel Museo nazionale romano di palazzo Massimo.

## Elenco delle opere (non completo)

### Antichità

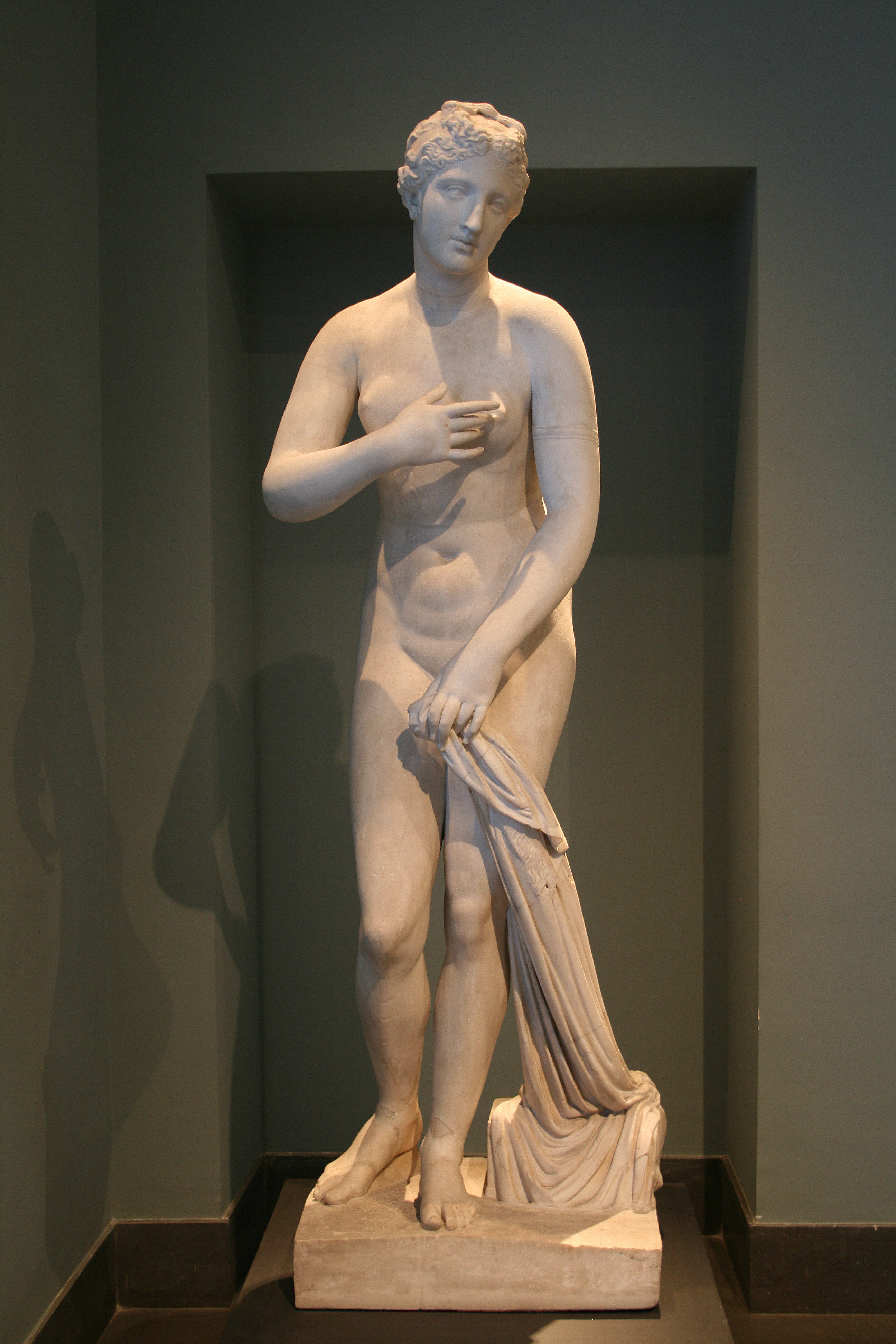
Venere Chigi, Museo nazionale romano di palazzo Massimo, Roma

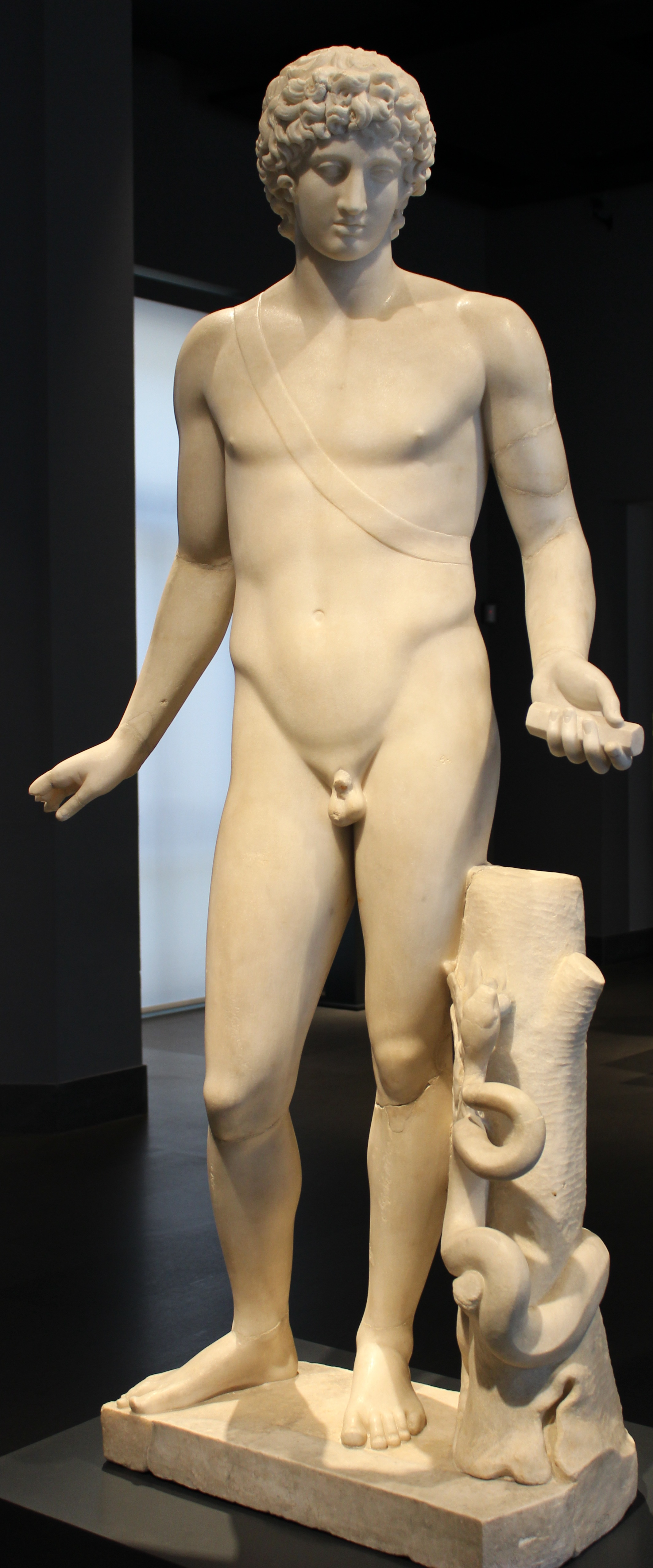
Apollo Chigi (Museo nazionale romano di palazzo Massimo, Roma)

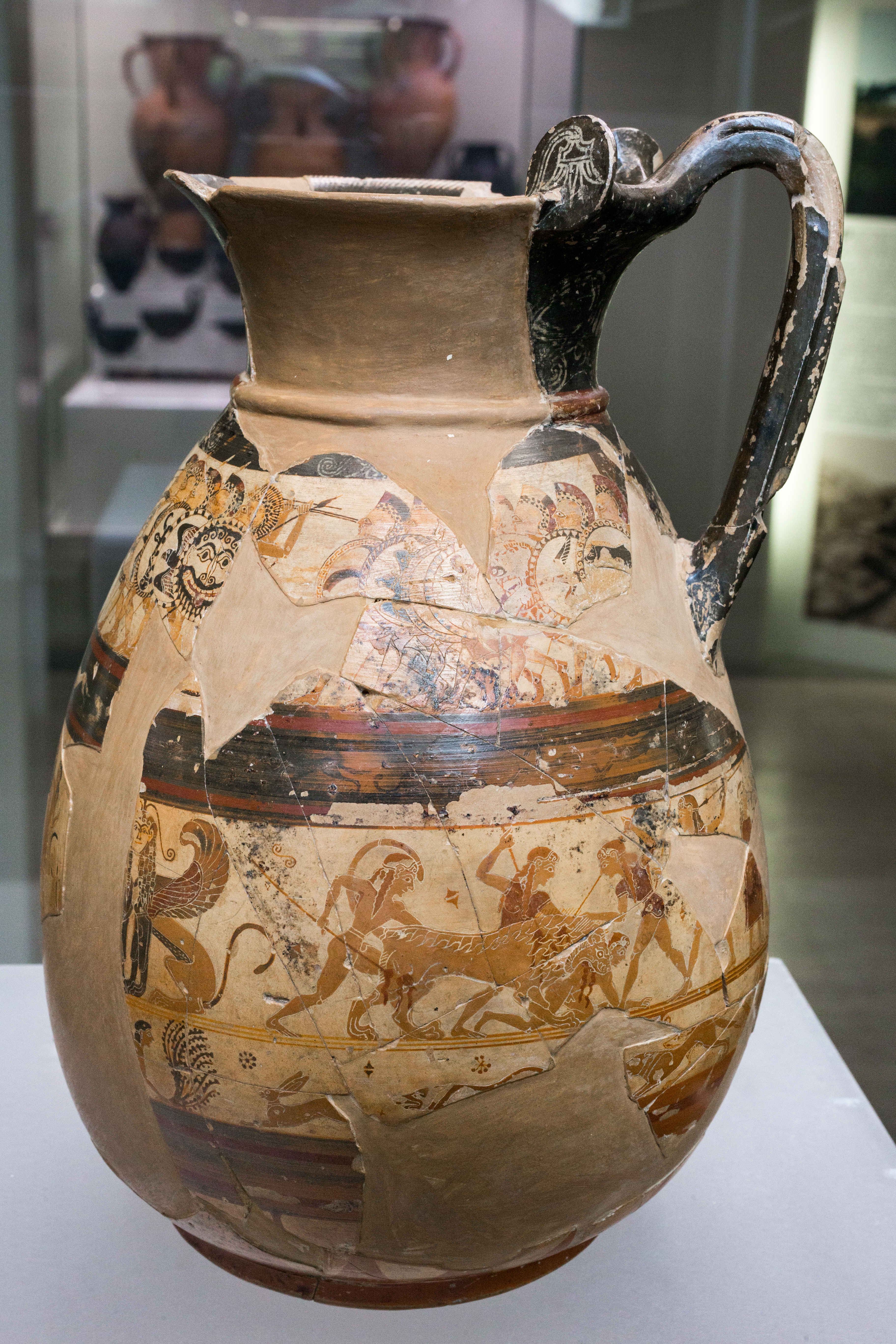
Olpe Chigi (Museo nazionale etrusco di Villa Giulia, Roma)

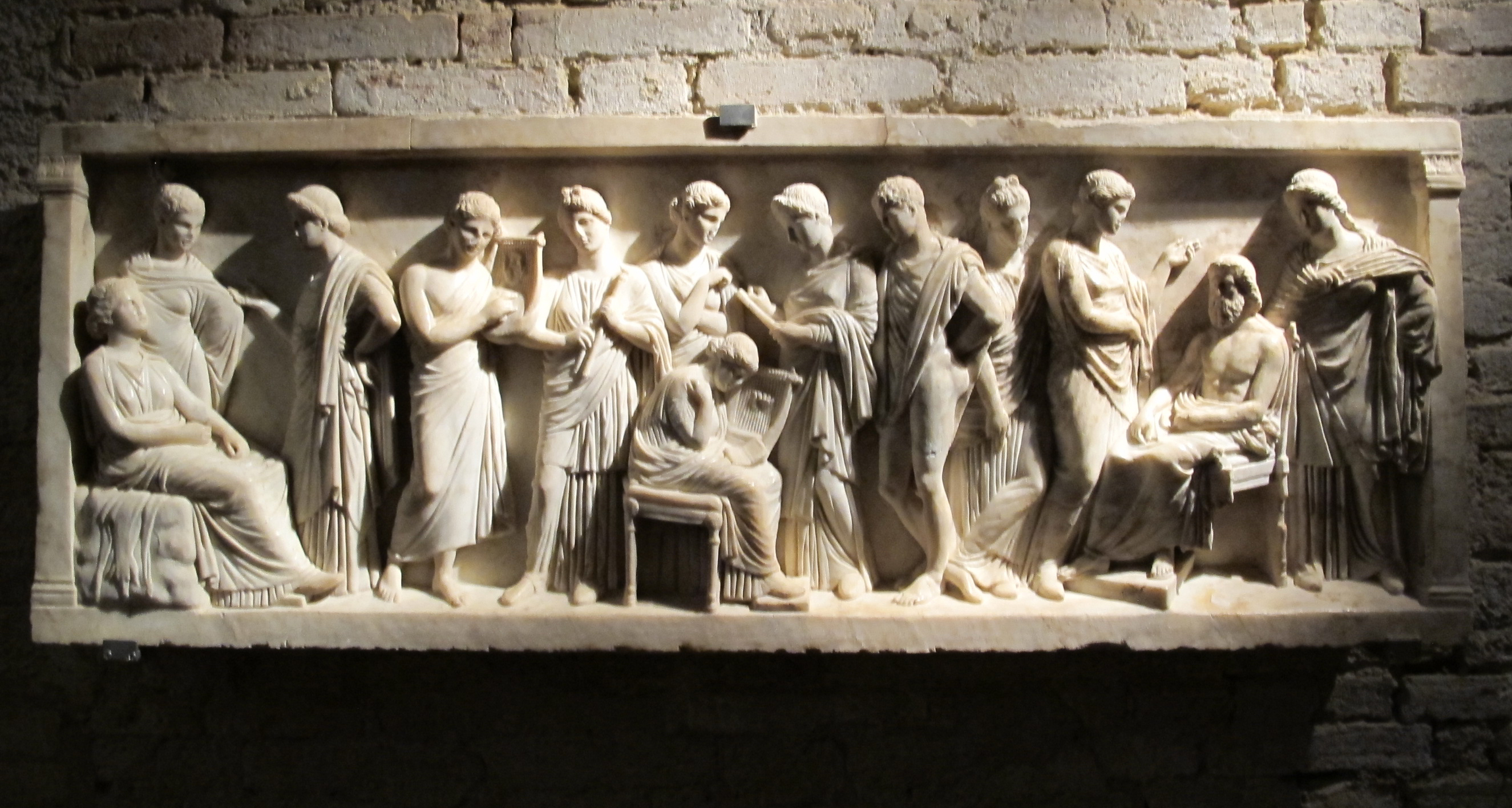
Lastra con altorilievo delle Muse (Museo archeologico di Siena)

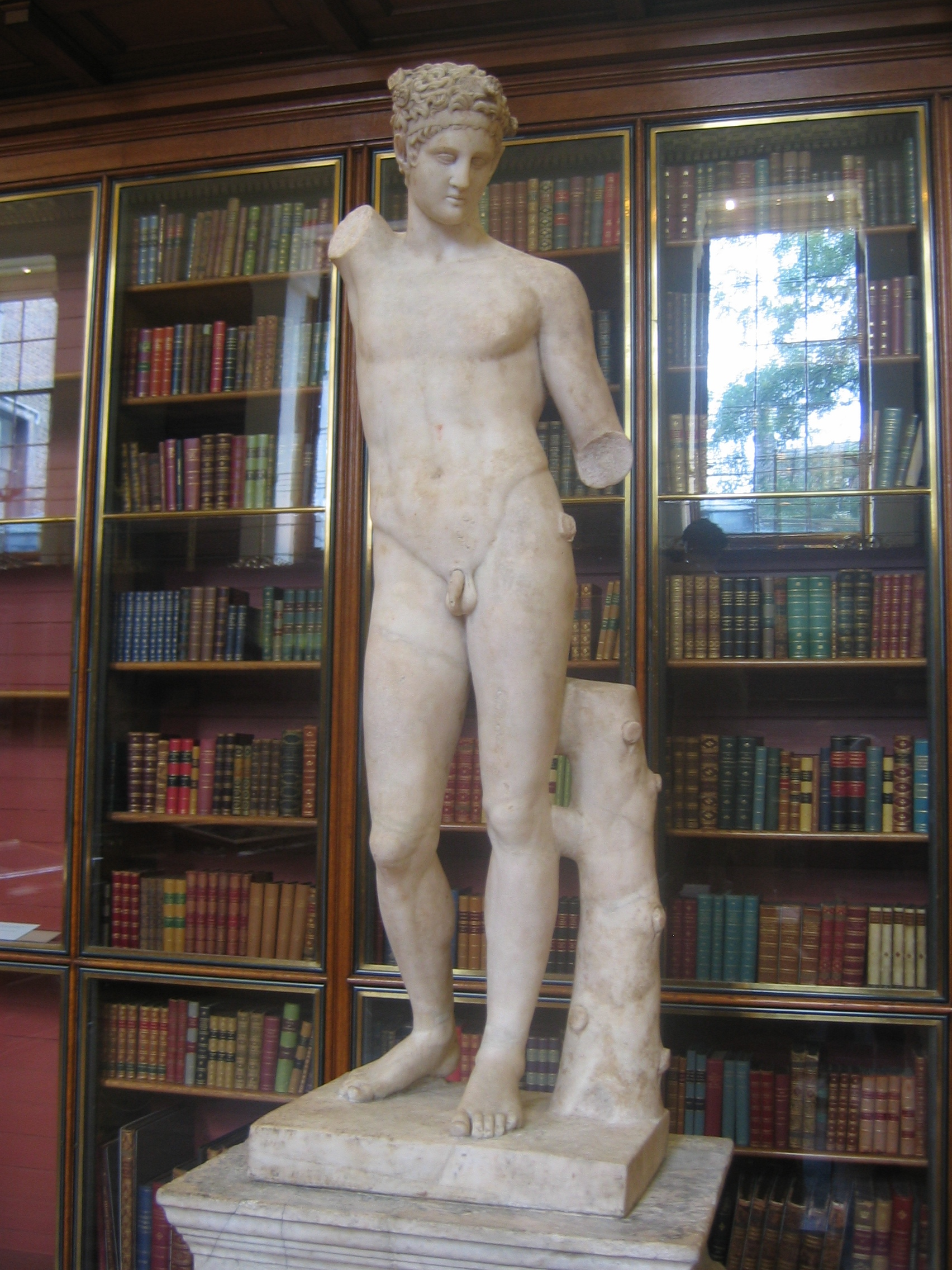
Satiro versante (British Museum, Londra)

- Agrippina, Skulpturensammlung, Dresda
- Alessandro Magno in abiti da imperatore, Skulpturensammlung, Dresda
- Alessandro Magno, Skulpturensammlung, Dresda
- Apollo Chigi, Museo nazionale romano di palazzo Massimo, Roma
- Apollo e Marsia, Skulpturensammlung, Dresda
- Athena, Skulpturensammlung, Dresda
- Augusto-Caligola, Skulpturensammlung, Dresda
- Baccante, Skulpturensammlung, Dresda
- Bacco (II vers), Skulpturensammlung, Dresda
- Bacco, Skulpturensammlung, Dresda
- Base di candelabro, Skulpturensammlung, Dresda
- Busti moderni, Skulpturensammlung, Dresda
- Busto del cd. Vitellio, Skulpturensammlung, Dresda
- Busto di Caligola, Skulpturensammlung, Dresda
- Busto di Caracalla, Skulpturensammlung, Dresda
- Busto di Diogene, Skulpturensammlung, Dresda
- Busto di Filippo l'arabo, Musei Vaticani, Città del Vaticano
- Busto di Giulia Domna, Gliptoteca, Monaco di Baviera
- Busto di Giulio Cesare, Skulpturensammlung, Dresda
- Busto di Marco Aurelio, Skulpturensammlung, Dresda
- Busto di moro, Skulpturensammlung, Dresda
- Busto di Seneca, Skulpturensammlung, Dresda
- Busto femminile (frammento di statua), Skulpturensammlung, Dresda
- Cerere, Skulpturensammlung, Dresda
- Cerva, Skulpturensammlung, Dresda
- Cleopatra, Skulpturensammlung, Dresda
- Console, Skulpturensammlung, Dresda
- Cratere Chigi, palazzo Chigi, Ariccia
- Cupido, Skulpturensammlung, Dresda (dalla collezione Peretti Montalto)
- Diana, Skulpturensammlung, Dresda (dalla collezione Peretti Montalto)
- Erma di Mercurio, Museo nazionale romano di palazzo Massimo, Roma
- Erma di Platone, Skulpturensammlung, Dresda
- Flora, Skulpturensammlung, Dresda
- Giunone su nuvola, Skulpturensammlung, Dresda (dalla collezione Peretti Montalto)
- Gladiatore (II vers.), Skulpturensammlung, Dresda
- Gladiatore morente, Skulpturensammlung, Dresda
- Gladiatore, Skulpturensammlung, Dresda
- Gladiatore, Skulpturensammlung, Dresda (dalla collezione Peretti Montalto)
- Igea, Skulpturensammlung, Dresda
- Imperatrice, Skulpturensammlung, Dresda
- Leone, Skulpturensammlung, Dresda
- Mercurio (II vers.), Skulpturensammlung, Dresda
- Mercurio, Skulpturensammlung, Dresda
- Musa acefala, Skulpturensammlung, Dresda (dalla collezione d'Este)
- Muse chigiane, Museo archeologico, Siena
- Niobide, Skulpturensammlung, Dresda
- Olpe Chigi, Museo nazionale etrusco di Villa Giulia, Roma
- Pallade, Skulpturensammlung, Dresda
- Paride, Skulpturensammlung, Dresda
- Putto seduto, Skulpturensammlung, Dresda
- Satiro in riposo, Skulpturensammlung, Dresda
- Satiro versante, British Museum, Londra (comperato dalla collezione di Augusto di Sassonia nel 1838)
- Silvano, Skulpturensammlung, Dresda
- Statua femminile panneggiata, palazzo Odescalchi, Roma
- Statua maschile come imperatore, Skulpturensammlung, Dresda
- Testa di Erodoto, Skulpturensammlung, Dresda
- Torso di Gladiatore (frammento), Skulpturensammlung, Dresda
- Tuccia, Skulpturensammlung, Dresda
- Tullia, Skulpturensammlung, Dresda
- Vaso di alabastro, Skulpturensammlung, Dresda
- Venere Chigi, Museo nazionale romano di palazzo Massimo, Roma
- Venere con pomo, Skulpturensammlung, Dresda
- Venere pudica, Skulpturensammlung, Dresda
- Vestale (II vers.), Skulpturensammlung, Dresda
- Vestale, Skulpturensammlung, Dresda (dalla collezione Peretti Montalto)

### Sculture
- Gian Lorenzo Bernini, Testa di Morte, marmo, Gemäldegalerie Alte Meister, Dresda
- Melchiorre Cafà, Busto di Alessandro VII, terracotta, palazzo Chigi, Ariccia
- Bernardo Fioriti, Busto del cardinale Flavio Chigi, marmo, palazzo Chigi, Ariccia
- Giuseppe Mazzuoli, Busto del cardinale Sigismondo Chigi, marmo, palazzo Chigi, Ariccia
- Giuseppe Mazzuoli, Busto di Alessandro VII, marmo, palazzo Chigi, Ariccia
- Tommaso Redi, Busto di Aurelio Chigi, marmo, palazzo Chigi, Ariccia
- Lorenzo Rues e Antonio Raggi, Crocifisso Chigi, avorio, cappella Palatina di Palazzo Pitti, Firenze (donato da Flavio nel 1693 a Cosimo III de' Medici come segno di riconoscenza per aver concesso il marchesato di San Quirico d’Orcia)

### Pitture

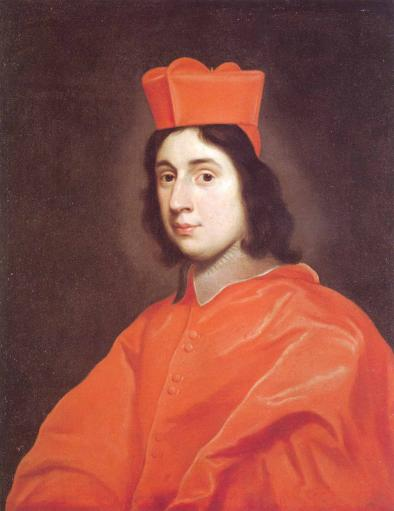
Baciccio, Ritratto del cardinale Sigismondo Chigi, palazzo Chigi, Ariccia

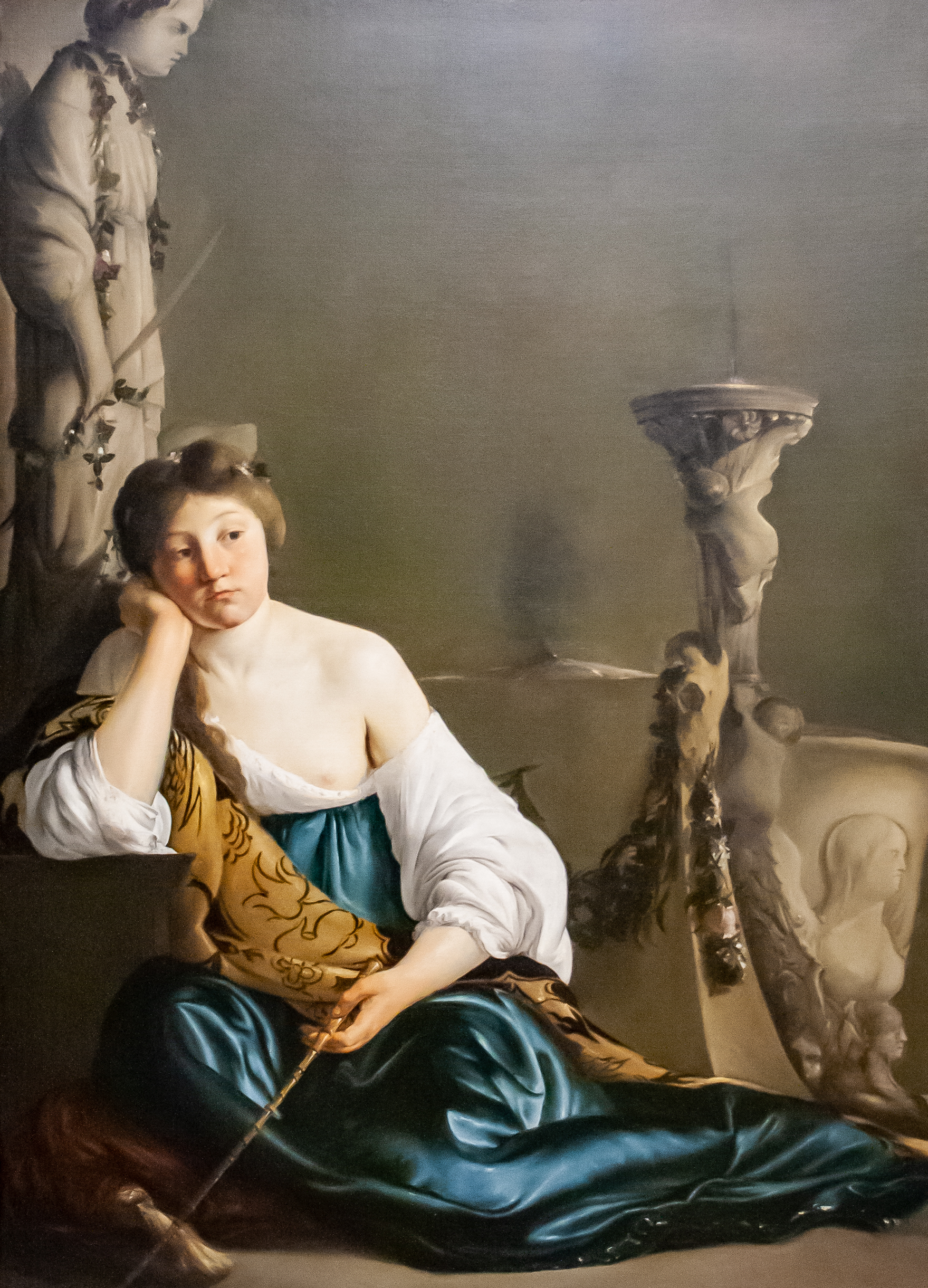
Paulus Bor, Medea disillusa, Metropolitan Museum of Art, New York

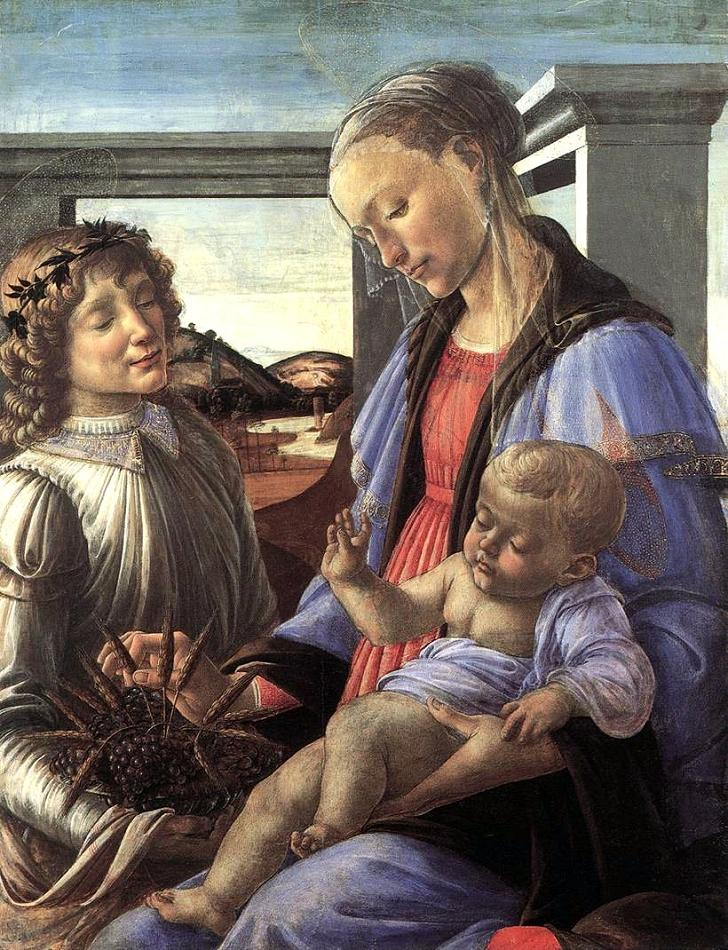
Botticelli, Madonna dell'eucaristia, Isabella Stewart Gardner Museum, Boston

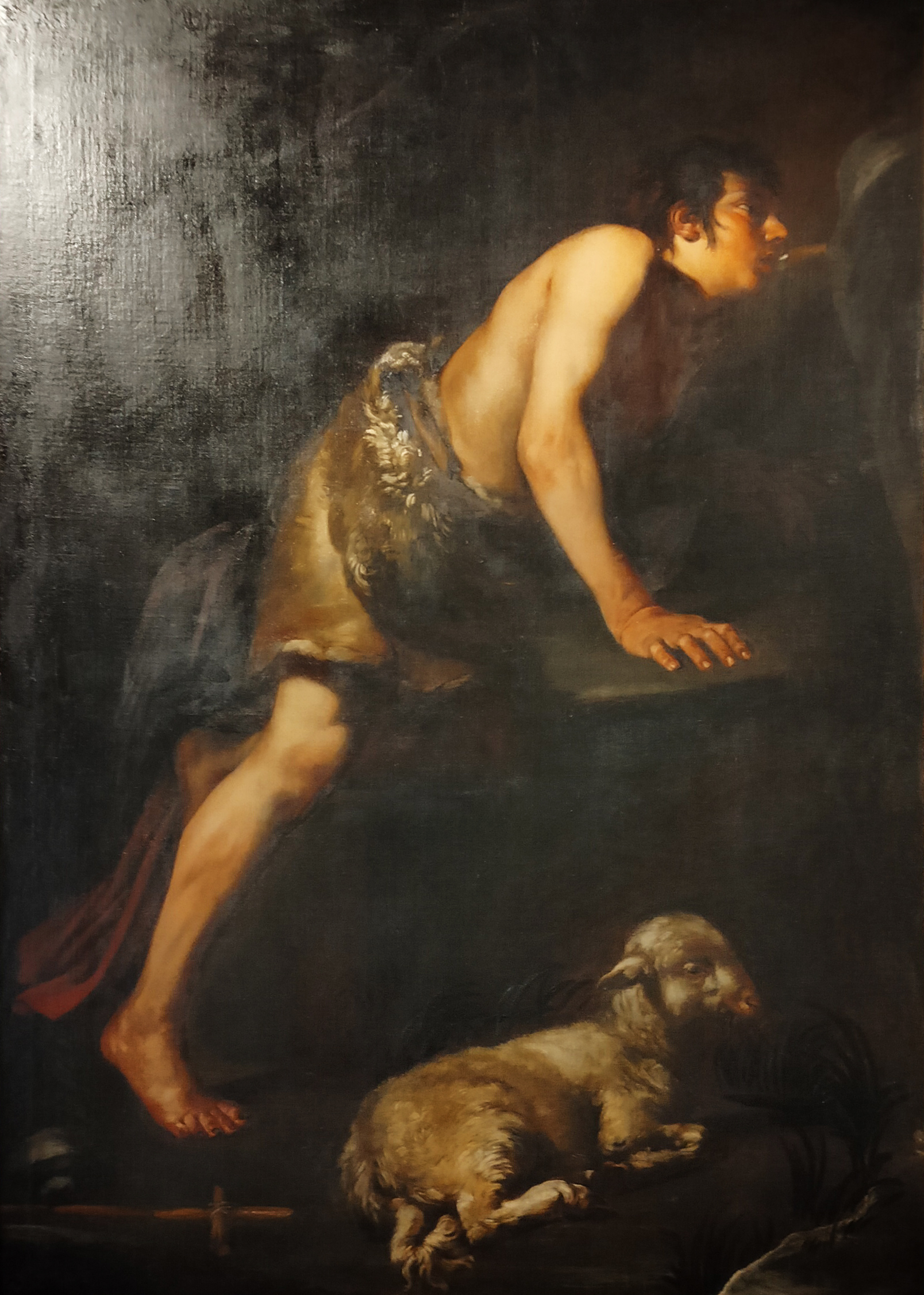
Valentin de Boulogne (ambito di), San Giovanni Battista, Galleria nazionale d'arte antica di palazzo Barberini, Roma

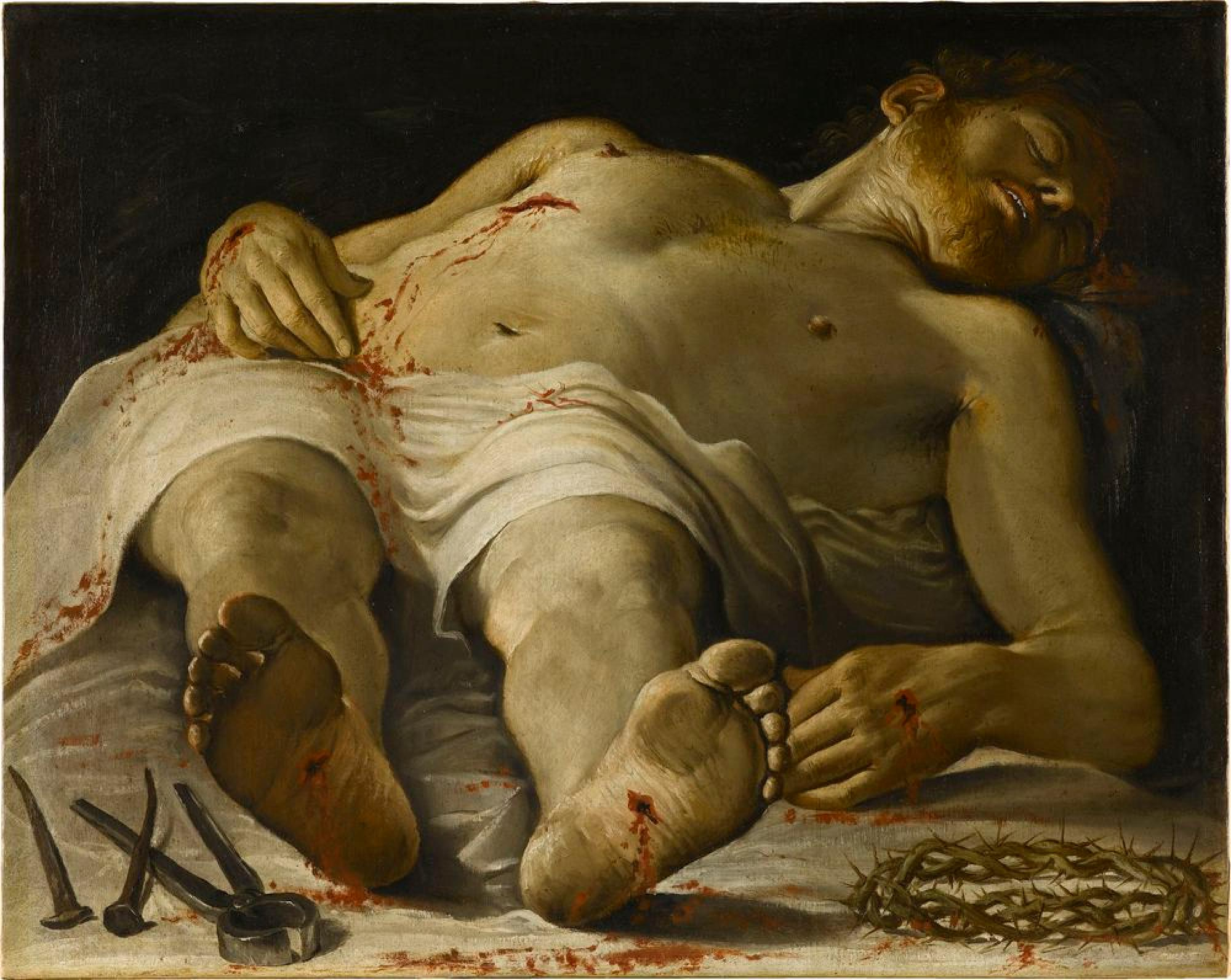
Annibale Carracci, Cristo morto, 1582-1583, Alte Staatsgalerie, Stoccarda

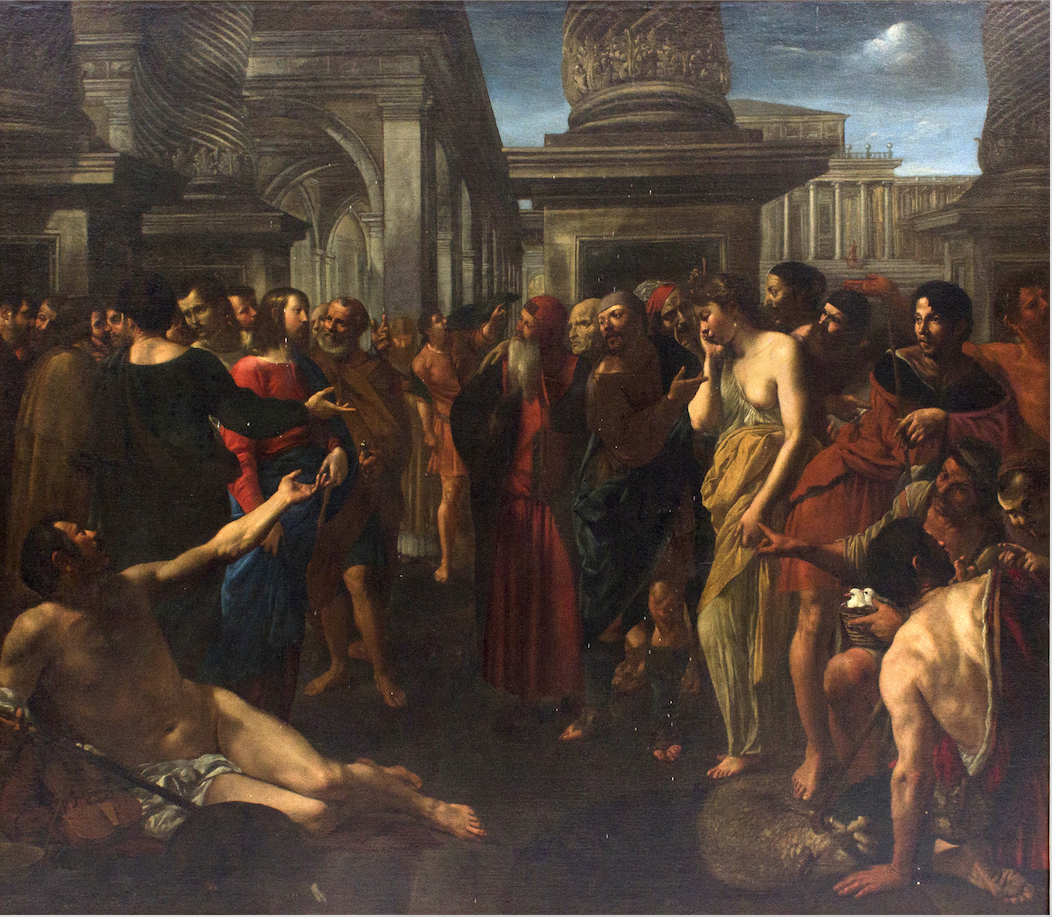
Angelo Caroselli, Cristo e l’adultera, collezione privata romana

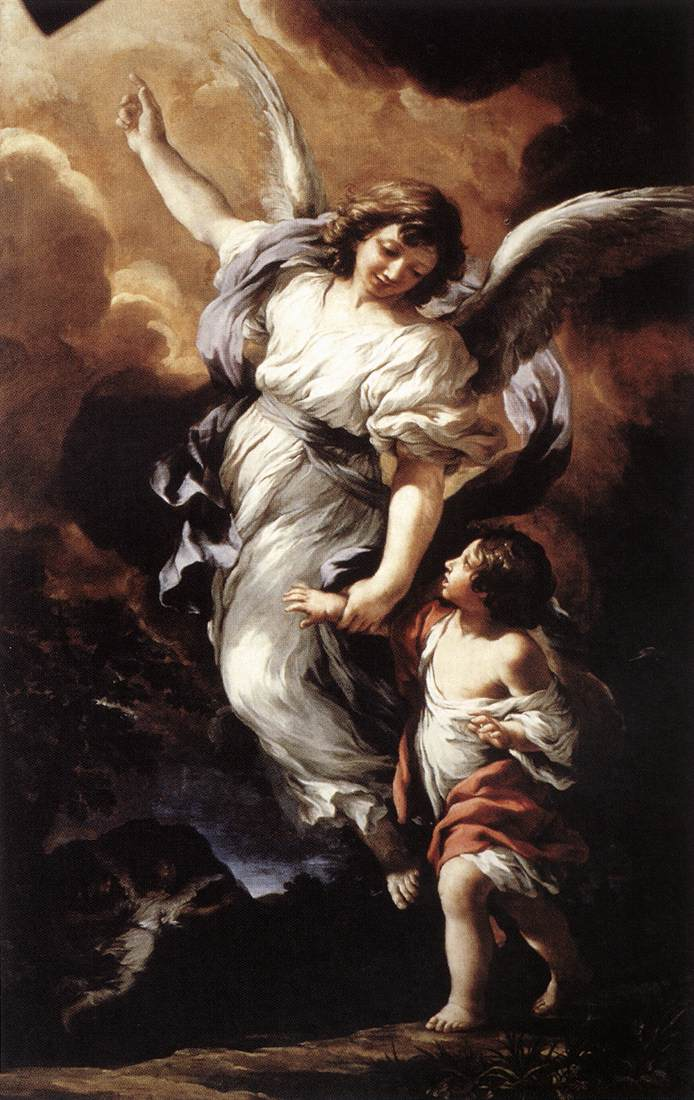
Pietro da Cortona, Angelo con Tobia, Galleria nazionale d'arte antica di palazzo Barberini, Roma

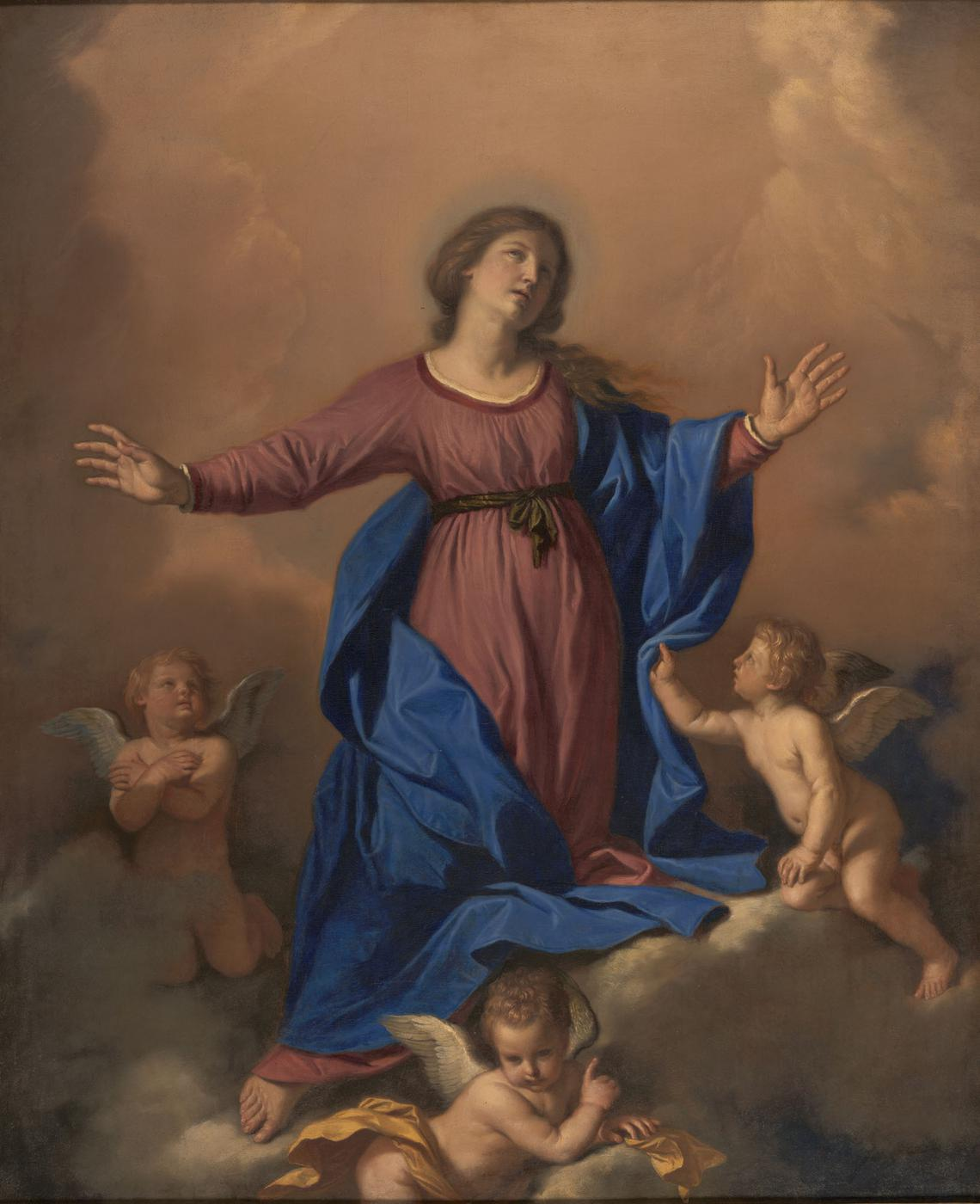
Guercino, Flagellazione, Galleria nazionale d'arte antica di palazzo Barberini, Roma

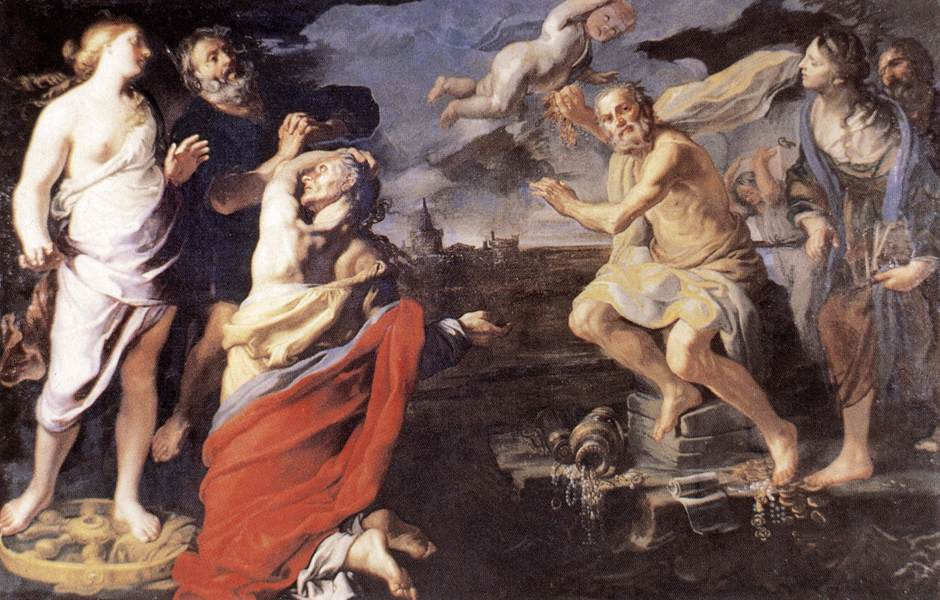
Bernardino Mei, Allegoria della Fortuna, Galleria nazionale d'arte antica di palazzo Barberini, Roma

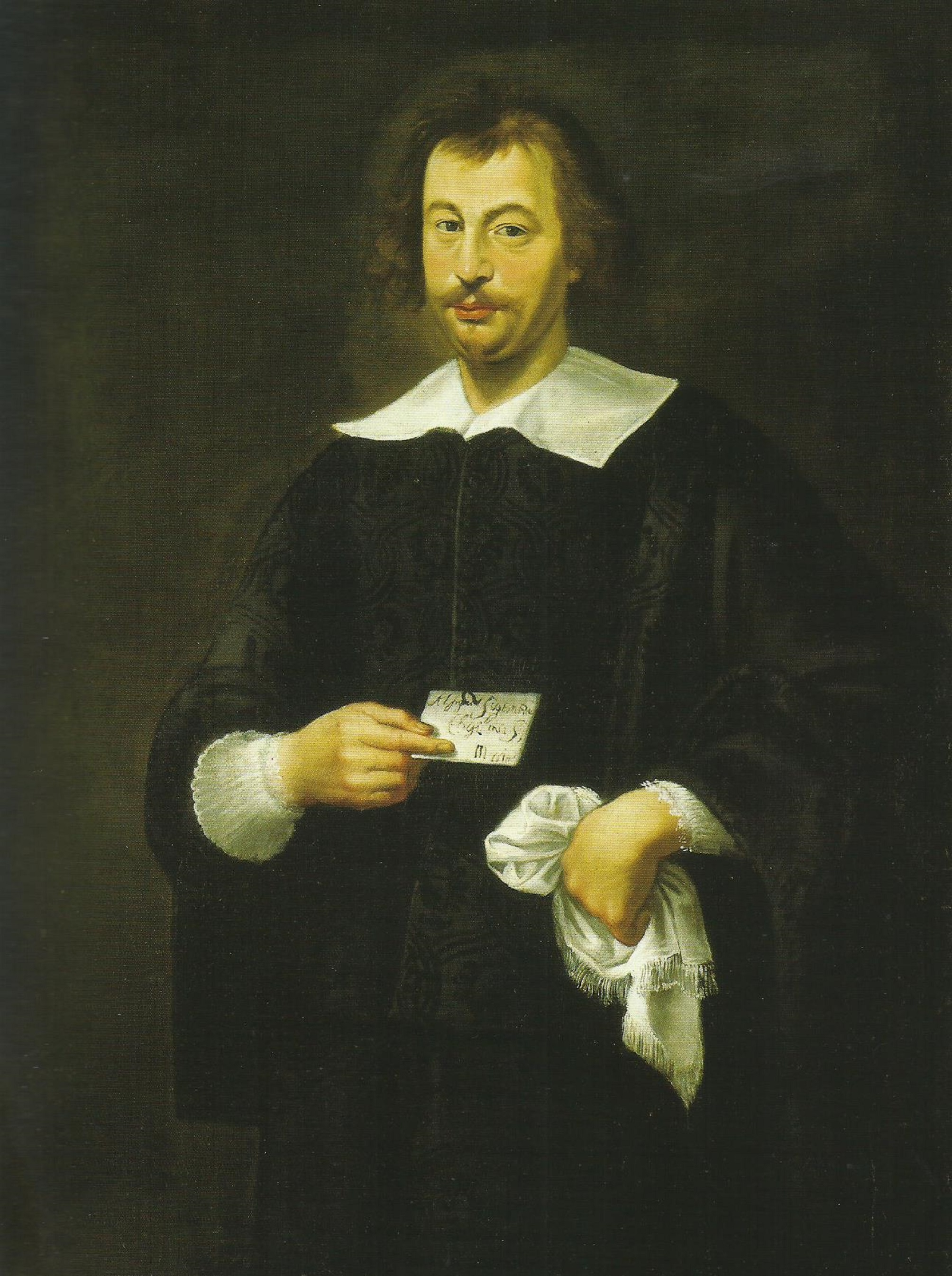
Charles Mellin, Ritratto del principe Sigismondo Chigi della Rovere, palazzo Chigi, Ariccia

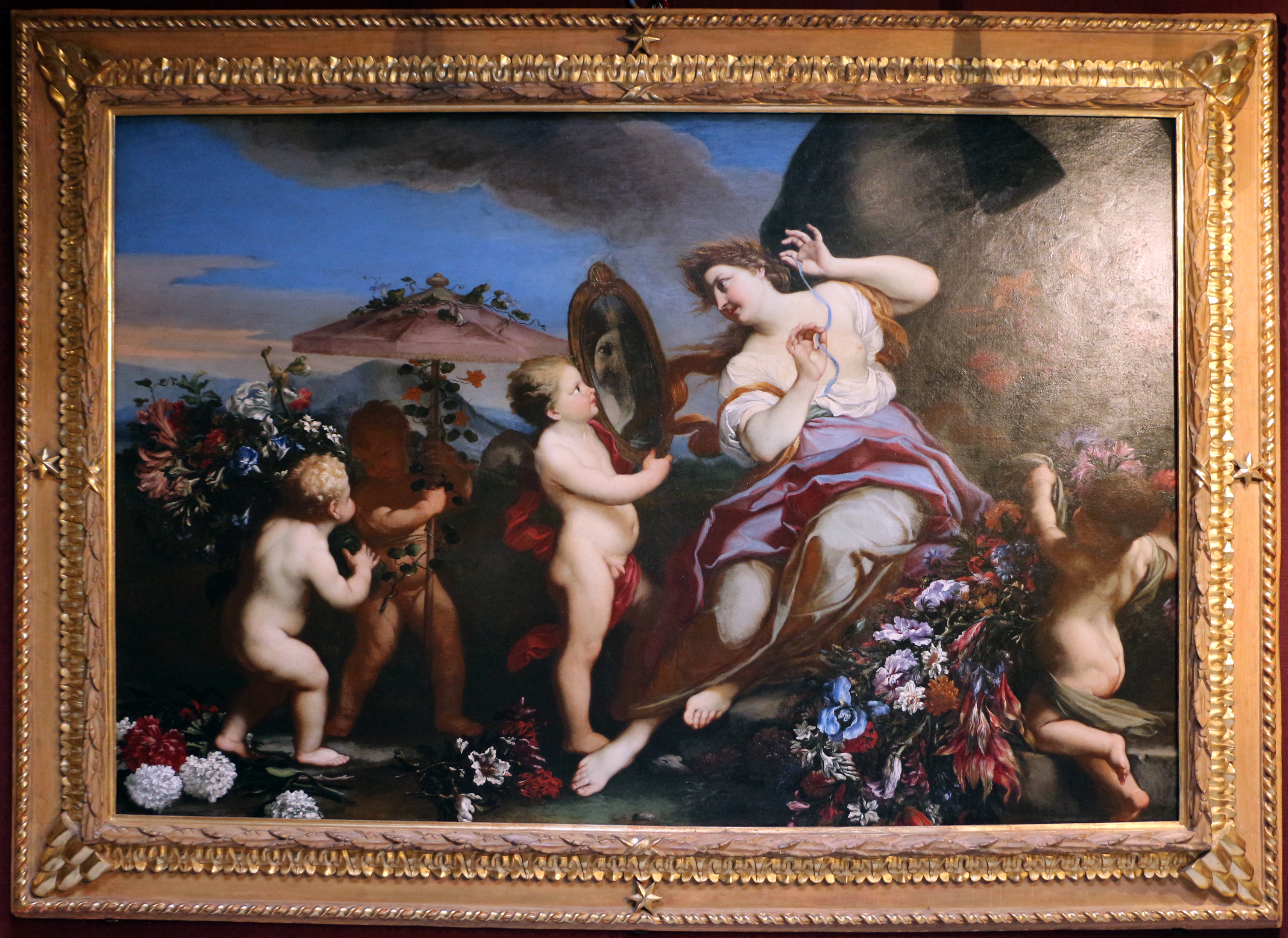
Mario de’ Fiori e Carlo Maratta, Allegoria dell'Estate, palazzo Chigi, Ariccia

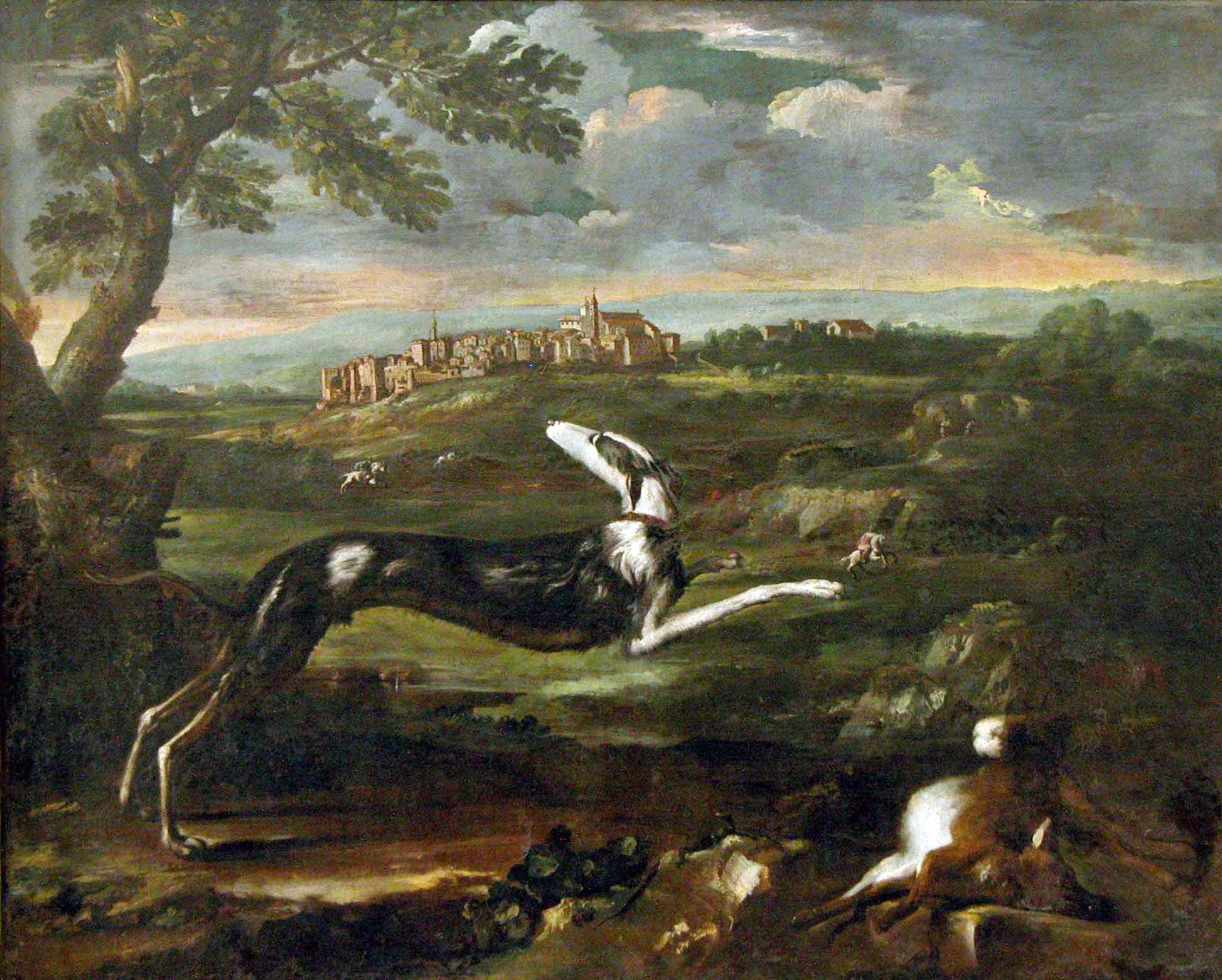
Michele Pace, Cane levriero con il paesaggio di Formello, palazzo Chigi, Ariccia

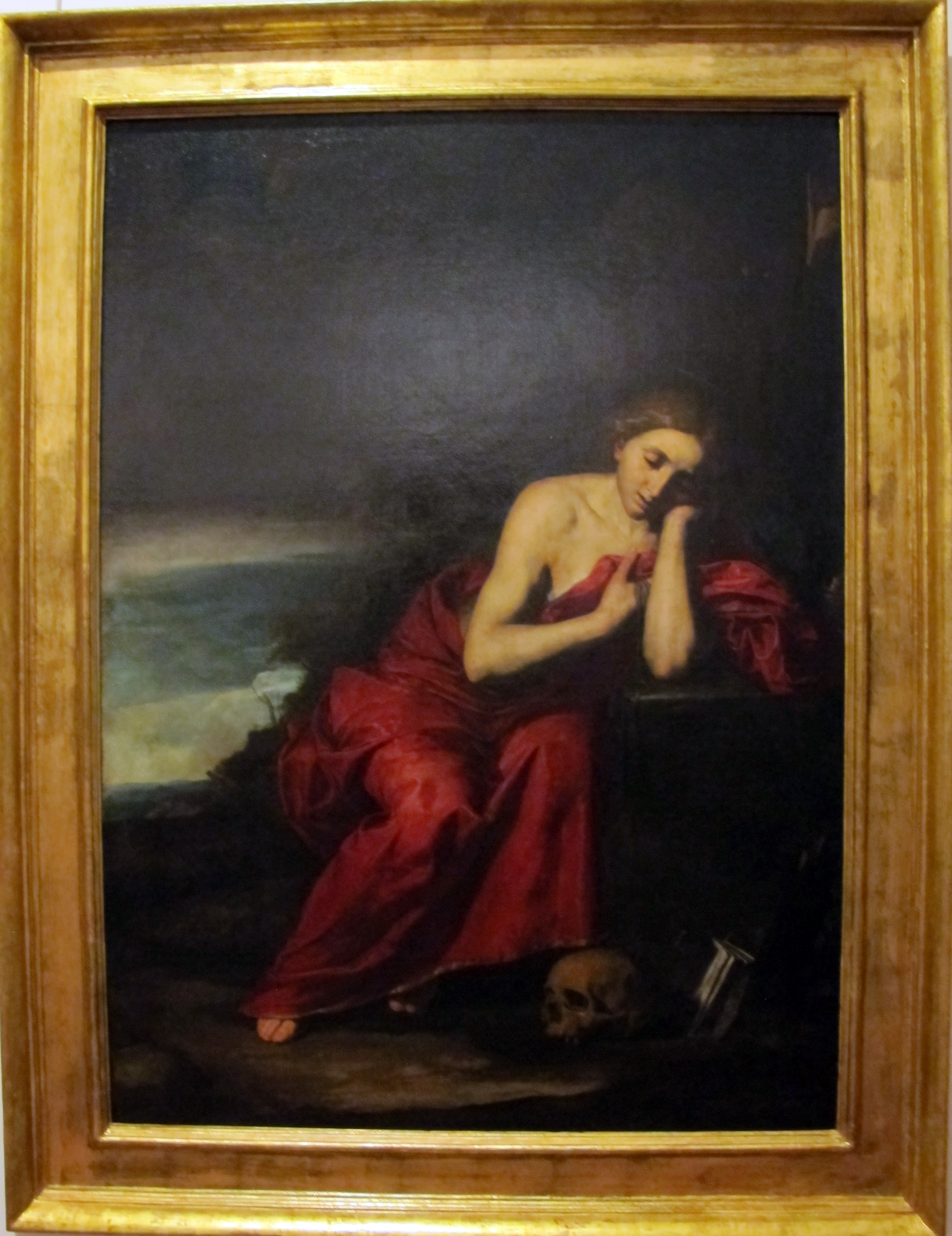
Jusepe de Ribera, Maddalena in meditazione, Museo di Capodimonte, Napoli

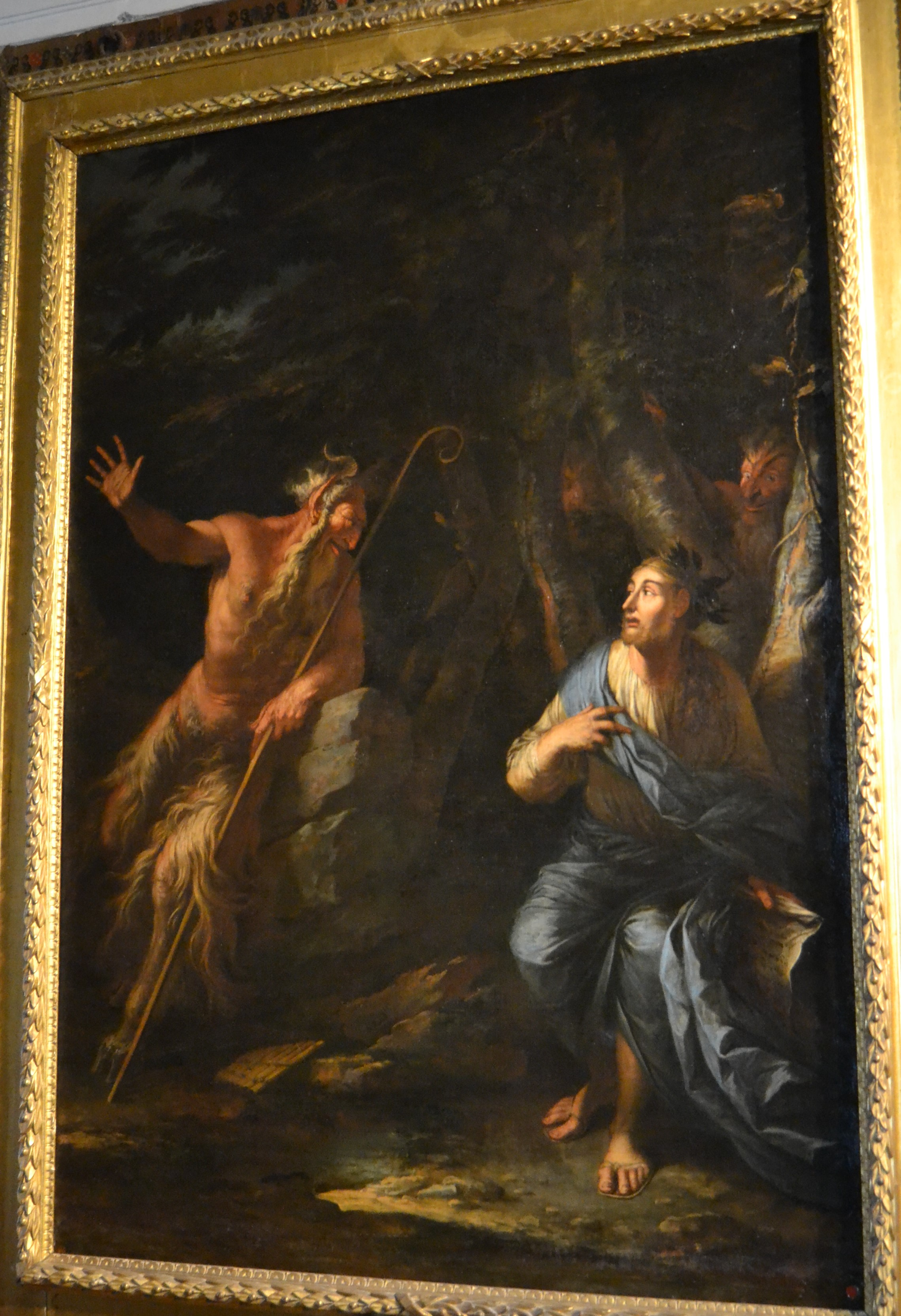
Salvator Rosa, Pindaro e Pan, palazzo Chigi, Ariccia

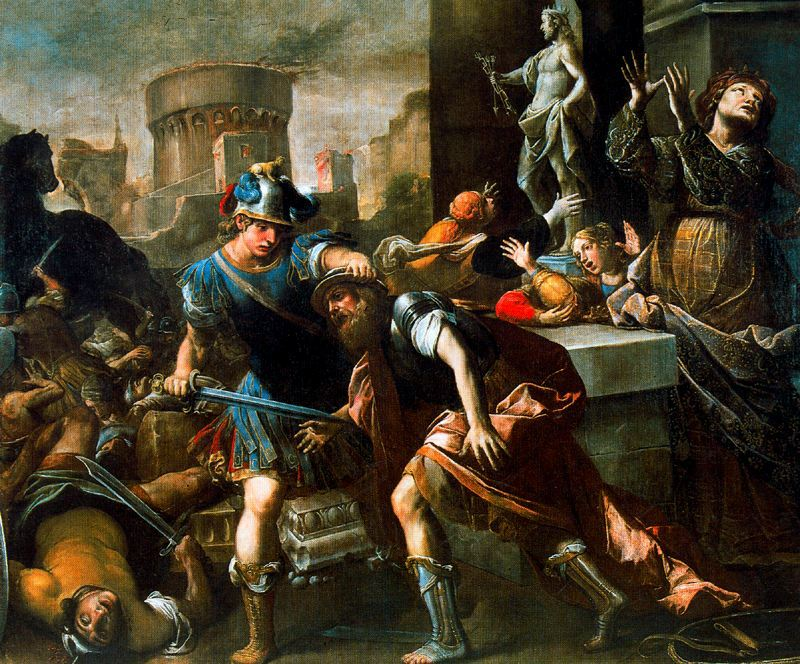
Alessandro Tiarini, Incendio di Troia, Galleria nazionale d'arte antica di palazzo Barberini, Roma

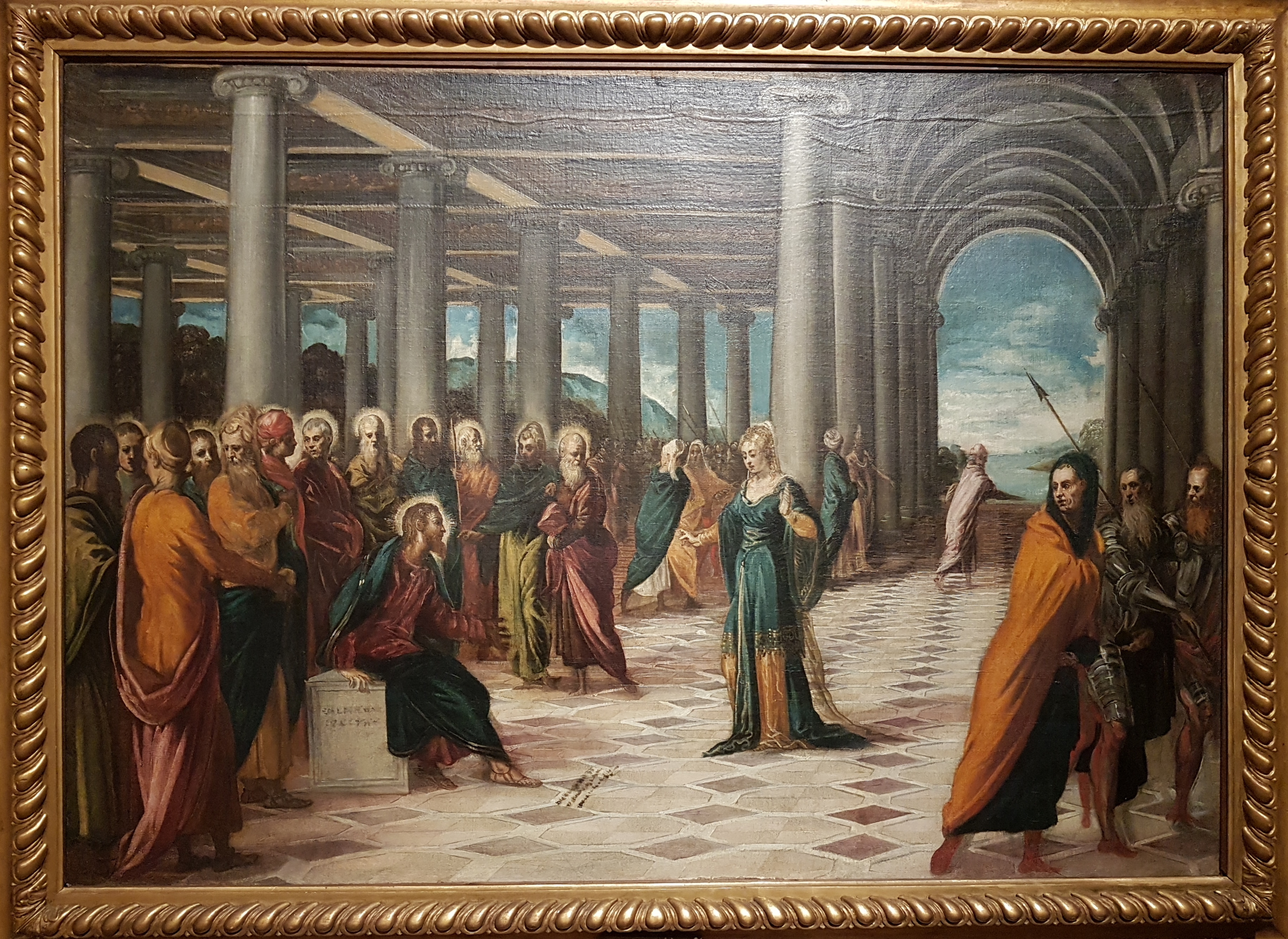
Tintoretto, Cristo e l'adultera, Galleria nazionale d'arte antica di palazzo Barberini, Roma

- Gioacchino Agricola, Allegoria dell'Astronomia, Galleria nazionale d'arte antica di palazzo Barberini, Roma (in sottoconsegna presso palazzo Chigi di Roma)
- Gioacchino Agricola, Allegoria della Geografia, Galleria nazionale d'arte antica di palazzo Barberini, Roma (in sottoconsegna presso palazzo Chigi di Roma)
- Gioacchino Agricola, Allegoria della Geometria, Galleria nazionale d'arte antica di palazzo Barberini, Roma (in sottoconsegna presso palazzo Chigi di Roma)
- Francesco Albani, Allegoria del pontificato di Alessandro VII, Galleria nazionale d'arte antica di palazzo Barberini, Roma
- Francesco Albani, Madonna col Bambino, non rintracciato (già in collezione Spada, fu donato da Virgilio Spada a Mario Chigi)
- Anonimo (XVI secolo), Ritratto di gentiluomo, Galleria nazionale d'arte antica di palazzo Barberini, Roma (in sottoconsegna presso palazzo Chigi di Roma)
- Anonimo (XVI secolo), Ritratto di Laura Chigi, Galleria nazionale d'arte antica di palazzo Barberini, Roma (in sottoconsegna presso palazzo Chigi di Roma)
- Anonimo (ambito bolognese XVII secolo), Susanna al bagno, Galleria nazionale d'arte antica di palazzo Barberini, Roma
- Anonimo (ambito bolognese XVII secolo), San Giovanni Evangelista, Galleria nazionale d'arte antica di palazzo Barberini, Roma (in sottoconsegna presso palazzo Chigi di Roma)
- Anonimo (ambito emiliano XVI secolo), Vergine col Bambino e san Giovannino, Galleria nazionale d'arte antica di palazzo Barberini, Roma (in sottoconsegna presso palazzo Chigi di Roma)
- Anonimo (ambito emiliano XVII secolo), Giuseppe e la moglie di Putifarre, Galleria nazionale d'arte antica di palazzo Barberini, Roma (in sottoconsegna presso l'Ambasciata d'Italia a Belgrado dal 1950)
- Anonimo (ambito fiammingo XVII secolo), Marina con porto, Galleria nazionale d'arte antica di palazzo Barberini, Roma (in sottoconsegna presso palazzo Chigi di Roma)
- Anonimo (ambito fiammingo XVII secolo), Ritratto di Dante, Galleria nazionale d'arte antica di palazzo Barberini, Roma
- Anonimo (ambito fiammingo XVII secolo), Ritratto di Francesco Petrarca, Galleria nazionale d'arte antica di palazzo Barberini, Roma
- Anonimo (ambito romano XVII secolo), Vergine con lo stemma di Alessandro VII, Galleria nazionale d'arte antica di palazzo Barberini, Roma
- Anonimo (ambito romano XVIII secolo), Allegoria della Geometria, Galleria nazionale d'arte antica di palazzo Barberini, Roma (in sottoconsegna presso palazzo Chigi di Roma)
- Anonimo (ambito romano XVIII secolo), Allegoria dell'Astronomia, Galleria nazionale d'arte antica di palazzo Barberini, Roma (in sottoconsegna presso palazzo Chigi di Roma)
- Anonimo (ambito romano XVIII secolo), Allegoria della Geografia, Galleria nazionale d'arte antica di palazzo Barberini, Roma (in sottoconsegna presso palazzo Chigi di Roma)
- Anonimo (ambito romano XVIII secolo), Ritratto di Benedetto XIV, Galleria nazionale d'arte antica di palazzo Barberini, Roma (in sottoconsegna presso l'Accademia nazionale dei Lincei)
- Anonimo (ambito romano XVIII secolo), Ritratto di Clemente X Altieri, Galleria nazionale d'arte antica di palazzo Barberini, Roma (in sottoconsegna presso l'Accademia nazionale dei Lincei)
- Anonimo (ambito romano XVIII secolo), Ritratto di Clemente XI Albani, Galleria nazionale d'arte antica di palazzo Barberini, Roma (in sottoconsegna presso l'Accademia nazionale dei Lincei)
- Anonimo (ambito romano XVIII secolo), Ritratto di Clemente XIV, Galleria nazionale d'arte antica di palazzo Barberini, Roma (in sottoconsegna presso l'Accademia nazionale dei Lincei)
- Anonimo (ambito veneziano XVI secolo), Sacra Famiglia con san Giovannino, Galleria nazionale d'arte antica di palazzo Barberini, Roma (in sottoconsegna presso il palazzo del Ministero dell'Interno)
- Baciccio, Beato Giovanni Chigi in penitenza, palazzo Chigi, Ariccia
- Baciccio, Pietà, Galleria nazionale d'arte antica di palazzo Barberini, Roma (prima nella collezione Incisa della Rocchetta, poi acquistato nel 1966 dallo Stato italiano)
- Baciccio, Riposo nella fuga in Egitto, Galleria nazionale d'arte antica di palazzo Barberini, Roma
- Baciccio, Ritratto del cardinale Sigismondo Chigi, palazzo Chigi, Ariccia
- Baciccio, Ritratto di Alessandro VII Chigi, Museo di Storia Nazionale della Bulgaria, Sofia
- Baciccio, Ritratto di Clemente IX Rospigliosi, palazzo Chigi, Ariccia
- Baciccio, Ritratto di Mario Chigi, Museo di Storia Nazionale della Bulgaria, Sofia
- Baciccio (copia da), Ritratto di Olimpia Aldobrandini, palazzo Chigi, Ariccia
- Evaristo Baschenis (seguace di), Natura morta di armi e stoffe, Galleria nazionale d'arte antica di palazzo Barberini, Roma
- Francesco Bassano (scuola di), Cacciata dei mercanti dal tempio, Galleria nazionale d'arte antica di palazzo Barberini, Roma (in sottoconsegna presso palazzo Chigi di Roma)
- Gian Lorenzo Bernini, David, Galleria nazionale d'arte antica di palazzo Barberini, Roma (prima nella collezione Chigi, poi in quella Incisa della Rocchetta, infine acquistato dallo Stato italiano nel 1982 dal mercato)
- Paulus Bor, Medea disillusa, Metropolitan Museum of Art, New York
- Borgognone, Battaglia, collezione Incisa della Rocchetta
- Botticelli, Madonna dell'eucaristia, Isabella Stewart Gardner Museum, Boston
- Valentin de Boulogne (ambito di), San Giovanni Battista, Galleria nazionale d'arte antica di palazzo Barberini, Roma
- Pietro Bracci, Presentazione di Maria al Tempio, Staatliche Museen, Berlino
- Giacinto Brandi, Sogno di Giuseppe, olio su tela, Galleria nazionale d'arte antica di Palazzo Barberini, Roma
- Andrea del Brescianino, Ritratto di donna con turbante, Galleria nazionale d'arte antica di palazzo Barberini, Roma
- Angelo Caroselli, Cristo e l’adultera, collezione privata romana
- Angelo Caroselli, Riposo durante la fuga in Egitto, Galleria nazionale d'arte antica di palazzo Barberini, Roma
- Annibale Carracci, Cristo morto, 1582-1583, Alte Staatsgalerie, Stoccarda
- Annibale Carracci, San Giovanni Battista, collezione privata (già in collezione Orsini)[28]
- Cavalier d’Arpino, Angeli con i simboli della Passione (×6), cartoni preparatori per i mosaici della cupola di San Pietro, n .5 sono nel palazzo Chigi, Ariccia, n. 1 è nella Galleria nazionale d'arte antica di palazzo Barberini, Roma (acquistati nel 1973)
- Cavalier d’Arpino, Allegoria della Carità, Galleria nazionale d'arte antica di palazzo Barberini, Roma (in sottoconsegna presso l'Ambasciata d'Italia a Madrid dal 1919)
- Michelangelo Cerquozzi, Roma, veduta dell'Acqua Acetosa, Galleria nazionale d'arte antica di palazzo Barberini, Roma
- Agostino Ciampelli, Cristo e la Maddalena, Galleria nazionale d'arte antica di palazzo Barberini, Roma (in sottoconsegna presso l'Ambasciata d'Italia a Madrid dal 1919)
- Viviano Codazzi, Cortile di palazzo con figure, Galleria nazionale d'arte antica di palazzo Barberini, Roma
- Pietro da Cortona, Angelo con Tobia, Galleria nazionale d'arte antica di palazzo Barberini, Roma (donato dal pittore a papa Alessandro VII)
- Pietro da Cortona, San Michele Arcangelo, non rintracciato (donato dal pittore a papa Alessandro VII)
- Francesco Cozza (attribuito a), Allegoria del Tempo, Galleria nazionale d'arte antica di palazzo Barberini, Roma
- Domenichino, Sant'Agnese, Galleria nazionale d'arte antica di palazzo Barberini, Roma
- Battista Dossi, San Giovanni, san Bartolomeo e due donatori, Galleria nazionale d'arte antica di palazzo Barberini, Roma
- Aniello Falcone, Battaglia, collezione Incisa della Rocchetta
- Mario de’ Fiori e Giacinto Brandi, Allegoria dell'Autunno, palazzo Chigi, Ariccia
- Mario de’ Fiori e Filippo Lauri, Allegoria della Primavera, palazzo Chigi, Ariccia
- Mario de’ Fiori e Carlo Maratta, Allegoria dell'Estate, palazzo Chigi, Ariccia
- Mario de’ Fiori e Bernardino Mei, Allegoria dell'Inverno, palazzo Chigi, Ariccia
- Garofalo, Ascensione, Galleria nazionale d'arte antica di palazzo Barberini, Roma
- Garofalo, Santi Antonio Abate, Antonio da Padova e Cecilia, Galleria nazionale d'arte antica di palazzo Barberini, Roma
- Girolamo Genga, Sposalizio mistico di santa Caterina, Galleria nazionale d'arte antica di palazzo Barberini, Roma
- Cesare Gennari, Sant'Antonio da Padova, distrutto (già Galleria nazionale d'arte antica di palazzo Barberini, Roma, distrutto durante la seconda guerra mondiale poiché era in sottoconsegna presso l'Ambasciata italiana a Berlino)
- Luca Giordano, Sacra famiglia con san Giovannino, probabilmente identificabile con l'ovale del Museo del Prado, Madrid
- Guercino, Allegoria della Notte, collezione privata
- Guercino, Apollo e Marsia, collezione Banca Popolare dell'Emilia, Modena
- Guercino, Assunzione della Vergine, Ackland Art Museum, Chapel Hill
- Guercino, Cristo e la samaritana, collezione Banco di San Geminiano e San Prospero, Modena
- Guercino, Flagellazione, Galleria nazionale d'arte antica di palazzo Barberini, Roma (già in collezione Imperiali, fu donata dal cardinale Leonardo a papa Alessandro VII)
- Guercino, Paesaggio con san Paolo eremita, collezione privata americana (donato dal comune di Cento a papa Alessandro VII poiché fu vicelegato a Ferrara)
- Joseph Heintz il Vecchio, Santa Monica e sant'Agostino, palazzo Chigi, Ariccia
- Peter Kobler, Ritratto di Agostino II Chigi, palazzo Chigi, Ariccia
- Niccolò Lapiccola, Allegoria delle Arti e delle Scienze, Galleria nazionale d'arte antica di palazzo Barberini, Roma (in sottoconsegna presso palazzo Chigi di Roma)
- Giovanni Lanfranco (attribuito a), Annunciazione, Galleria nazionale d'arte antica di palazzo Barberini, Roma
- Leyniers, Storie della vita di Alessandro Magno, serie di arazzi, Galleria nazionale d'arte antica di palazzo Barberini, Roma (in sottoconsegna presso palazzo Chigi di Roma)
- Claude Lorrain, Paesaggio con David e tre eroi, National Gallery, Londra (in pendant con il paesaggio di Salvator Rosa)
- Monsù Lucens (attribuito a), San Pietro risuscita lo storpio, Galleria nazionale d'arte antica di palazzo Barberini, Roma
- Bernardino Luini, Sonno del Bambino Gesù, Museo del Louvre, Parigi
- Bartolomeo Manfredi, Sdegno di Marte, Art Institute, Chicago (commissionato per la collezione del ramo senese Chigi, finì poi in quella romana dov'è registrato fino al XX secolo)
- Carlo Maratta (scuola di), Assunzione della Vergine, Galleria nazionale d'arte antica di palazzo Barberini, Roma (in deposito presso la cattedrale di Asmara, in Eritrea)
- Bernardino Mei, Allegoria della Fortuna, Galleria nazionale d'arte antica di palazzo Barberini, Roma
- Charles Mellin, Narciso alla fonte, Galleria nazionale d'arte antica di palazzo Barberini, Roma (in sottoconsegna presso palazzo Chigi di Roma)
- Charles Mellin, Ritratto del principe Sigismondo Chigi della Rovere, palazzo Chigi, Ariccia
- Vincenzo Milione, Ritratto di Pio VII, Galleria nazionale d'arte antica di palazzo Barberini, Roma
- Pier Francesco Mola, Alessandro Magno sulla tomba di Achille, Galleria nazionale d'arte antica di palazzo Barberini, Roma (in sottoconsegna presso l'Accademia nazionale dei Lincei)
- Pier Francesco Mola, Bacco (allegoria del Gusto), palazzo Chigi, Ariccia
- Pier Francesco Mola, Giacinto (allegoria dell'Olfatto), palazzo Chigi, Ariccia
- Pier Francesco Mola, Narciso (allegoria della Vista), palazzo Chigi, Ariccia
- Pier Francesco Mola, Omero (allegoria dell'Udito), palazzo Chigi, Ariccia
- Pier Francesco Mola, San Giovanni nel deserto, Galleria nazionale d'arte antica di palazzo Barberini, Roma (in sottoconsegna presso l'Ambasciata d'Italia a Madrid dal 1919)
- Giovanni Maria Morandi, Ritratto del cardinale Flavio Chigi, palazzo Chigi, Ariccia
- Giovanni Maria Morandi, Ritratto della Principessa Maria Virginia Borghese, palazzo Chigi, Ariccia
- Pier Francesco Mola, San Giovanni Battista nel deserto, Galleria nazionale d'arte antica di palazzo Barberini, Roma (in deposito presso l'Ambasciata d'Italia a Madrid dal 1919)
- Girolamo Muziano, Cristo portacroce, Galleria nazionale d'arte antica di palazzo Barberini, Roma (in sottoconsegna presso il palazzo della Corte Costituzionale)
- Bartolomeo Neroni, Cleopatra, Musée Bonnat, Bayonne
- Bartolomeo Neroni, Sofonisba (?), Musée Bonnat, Bayonne
- L'Orbetto, Susanna e i vecchioni, Galleria nazionale d'arte antica di palazzo Barberini, Roma
- Michele Pace, Battaglia di Servio Tullo contro i Veienti e i Fidenati, Galleria nazionale d'arte antica di palazzo Barberini, Roma (in sottoconsegna presso palazzo Chigi di Roma)
- Michele Pace, Battaglia degli Orazi e dei Curiazi, Galleria nazionale d'arte antica di palazzo Barberini, Roma (in sottoconsegna presso palazzo Chigi di Roma)
- Michele Pace, Cane levriero con il paesaggio di Ariccia, palazzo Chigi, Ariccia
- Michele Pace, Cane levriero con il paesaggio di Campagnano, palazzo Chigi, Ariccia
- Michele Pace, Cane levriero con il paesaggio di Formello, palazzo Chigi, Ariccia
- Michele Pace, Cane levriero con il paesaggio di Porto Ercole, palazzo Chigi, Ariccia
- Michele Pace, Moretto con cani, Galleria nazionale d'arte antica di palazzo Barberini, Roma (in sottoconsegna presso palazzo Chigi di Roma)
- Palma il Giovane, Sacra Famiglia con San Giovannino, Galleria nazionale d'arte antica di palazzo Barberini, Roma (in sottoconsegna al palazzo del Viminale)
- Domenico Paradisi, Michelangelo Ricciolini e Francesco Borgognone, Sorteggio dei crociati per accompagnare Armida, Pietro l'Eremita chiama Goffredo di Buglione a guidare la crociata e Sonno di Erminia, palazzo Chigi, Ariccia (n. 3 “finti arazzi” preparatori sulla serie con Scene della Gerusalemme Liberata commissionati dal cardinale Ottoboni per quelli del palazzo della Cancelleria)
- Parmigianino (scuola di), Vergine col Bambino e san Giovannino, Galleria nazionale d'arte antica di palazzo Barberini, Roma (in sottoconsegna presso palazzo Chigi di Roma)
- Astolfo Petrazzi, Genio delle arti (Amore vincitore), Galleria nazionale d'arte antica di palazzo Barberini, Roma (commissionato per la collezione del ramo senese Chigi, finì poi in quella romana dov'è registrato fino al XX secolo)
- Nicolas Poussin, Baccanale con putti (×2), Galleria nazionale d'arte antica di palazzo Barberini, Roma (già nella collezione Incisa della Rocchetta, fu acquistato dallo Stato italiano nel 1974)
- Nicolas Poussin (copia da), Martirio di sant'Erasmo, Galleria nazionale d'arte antica di palazzo Barberini, Roma (già nella collezione Incisa della Rocchetta, fu donato allo Stato italiano nel 1983)
- Raffaello, Madonna del velo, Museo Condé, Chantilly (commissionata in origine per la cappella di famiglia in Santa Maria del Popolo, fu venduta al cardinale Paolo Emilio Sfondrati)
- Guido Reni (copia da), Arcangelo Michele, Galleria nazionale d'arte antica di palazzo Barberini, Roma (in sottoconsegna presso L'Accademia nazionale dei Lincei)
- Guido Reni (copia da), Putto dormiente, Galleria nazionale d'arte antica di palazzo Barberini, Roma
- Guido Reni (scuola di), San Giovanni Evangelista, Galleria nazionale d'arte antica di palazzo Barberini, Roma (in sottoconsegna presso palazzo Chigi di Roma)
- Jusepe de Ribera, Maddalena in meditazione, Museo di Capodimonte, Napoli
- Jusepe de Ribera, Martirio di Sebastiano, opera non rintracciabile
- Jusepe de Ribera, San Francesco in adorazione del crocifisso, opera non rintracciabile
- Jusepe de Ribera, San Girolamo nello studio, probabilmente identificabile in quella in collezione privata canadese
- Jusepe de Ribera, San Pietro in lacrime, opera non rintracciabile
- Jusepe de Ribera, San Sebastiano, opera non rintracciabile
- Jusepe de Ribera, Santa Lucia, probabilmente identificabile in quella in collezione privata newyorkese
- Jusepe de Ribera, Sant'Antonio abate, opera non rintracciabile
- Giovanni Francesco Romanelli, Santa Cecilia incoronata da un angelo, Ulster Museum, Belfast
- Giovanni Francesco Romanelli, Ultima cena, Galleria nazionale d'arte antica di palazzo Barberini, Roma (in deposito presso l'Ambasciata d'Italia a Madrid dal 1919)
- Giulio Romano (attribuito a), Amore minacciato da Minerva, Galleria nazionale d'arte antica di palazzo Barberini, Roma
- Giulio Romano (attribuito a), Pandora, Galleria nazionale d'arte antica di palazzo Barberini, Roma
- Salvator Rosa, Battaglia eroica, Museo del Louvre, Parigi
- Salvator Rosa, Cristo che esorcizza i demoni, collezione Incisa della Rocchetta
- Salvator Rosa, Cristo che predica agli apostoli, collezione Incisa della Rocchetta
- Salvator Rosa, Democrito, Museo dell'Ermitage, San Pietroburgo
- Salvator Rosa, Filosofo che legge in un bosco, collezione Incisa della Rocchetta
- Salvator Rosa, Humana Fragilitas, Fitzwilliam Museum, Cambridge
- Salvator Rosa, Paesaggio con Mercurio ed Argo, Nelson-Atkins Museum of Art, Kansas City (in pendant con il paesaggio di Claude Lorrain)
- Salvator Rosa, Paesaggio roccioso con figure, collezione Incisa della Rocchetta
- Salvator Rosa, Pindaro e Pan, palazzo Chigi, Ariccia
- Salvator Rosa, Protagora, Museo dell'Ermitage, San Pietroburgo
- Andrea Sacchi, Allegoria della Divina Sapienza (bozzetto dell'affresco Barberini), Galleria nazionale d'arte antica di palazzo Barberini, Roma (già confluito nella collezione Incisa della Rocchetta, fu acquistato dallo Stato Italiano dalla collezione Bulgari nel 1997)
- Andrea Sacchi, Madonna col Bambino, San Matteo e un angelo in un paesaggio, Galleria nazionale d'arte antica di palazzo Barberini, Roma
- Andrea Sacchi, Tre Maddalene, Galleria nazionale d'arte antica di palazzo Barberini, Roma (bozzetto del dipinto della chiesa di Santa Maria Maddalena de' Pazzi di Firenze, oggi alla Galleria Palatina)[29]
- Fabrizio Santafede, San Francesco in adorazione di Gesù Bambino con la Vergine, san Giuseppe e angeli, collezione privata
- Ludovico Stern, Natura morta con vaso di fiori, Galleria nazionale d'arte antica di palazzo Barberini, Roma (in sottoconsegna presso il palazzo della Prefettura di Roma)
- Johann Heinrich Schönfeld, Allegoria del Tempo, Crono e Amore, Galleria nazionale d'arte antica di palazzo Barberini, Roma
- Johann Heinrich Schönfeld, Saul e la maga Endor, Galleria nazionale d'arte antica di palazzo Barberini, Roma
- Il Sodoma, Ratto delle Sabine, Galleria nazionale d'arte antica di palazzo Barberini, Roma
- Pierre Subleyras, Ritratto di Maria Eleonora Rospigliosi, palazzo Chigi, Ariccia
- Pierre Subleyras, San Giovanni d'Avila, Museum and Art Gallery, Birmingham
- Pietro Testa (o Pier Francesco Mola), Augusto alla tomba di Alessandro, 1640-1645, olio su tela, 100×138,5 cm, Galleria nazionale d'arte antica di palazzo Barberini, Roma (in deposito presso l'Accademia dei Lincei)
- Alessandro Tiarini, Achille a Sciro, Galleria nazionale d'arte antica di palazzo Barberini, Roma
- Alessandro Tiarini, Incendio di Troia, Galleria nazionale d'arte antica di palazzo Barberini, Roma
- Alessandro Tiarini, Susanna al bagno, Galleria nazionale d'arte antica di palazzo Barberini, Roma (in sottoconsegna presso palazzo Chigi di Roma)
- Alessandro Tiarini, Susanna e i vecchioni, Galleria nazionale d'arte antica di palazzo Barberini, Roma
- Tintoretto, Cristo e l'adultera, Galleria nazionale d'arte antica di palazzo Barberini, Roma (donato da Mario Chigi nel 1902)
- Tintoretto, Storia dell'adultera, non rintracciato (già in collezione Spada, fu donato da Virgilio Spada a papa Alessandro VII)
- Francesco Trevisani (scuola di), Trinità, Galleria nazionale d'arte antica di palazzo Barberini, Roma (in sottoconsegna presso palazzo Chigi di Roma)
- Jean-François de Troy, Ritratto di Augusto Chigi, palazzo Chigi, Ariccia
- Francesco Vanni, Amor sacro e Amor profano, Israel Museum, Gerusalemme
- Jacob Ferdinand Voet, Ritratti di monache di casa Chigi (serie di n. 10 tele), palazzo Chigi, Ariccia
- Jacob Ferdinand Voet, Ritratti di nobildonne di casa Chigi (serie di n. 27 tele), palazzo Chigi, Ariccia
- Jacob Ferdinand Voet (bottega di), Ritratto di Agostino I Chigi della Rovere, palazzo Chigi, Ariccia
- Jacob Ferdinand Voet, Ritratto di Flavio Chigi, palazzo Chigi, Ariccia
- Jacob Ferdinand Voet, Ritratto di Maria Virginia Borghese, palazzo Chigi, Ariccia

## Albero genealogico degli eredi della collezione
Segue un sommario albero genealogico degli eredi della collezione Chigi, dove sono evidenziati in grassetto gli esponenti della famiglia che hanno ereditato, custodito, o che comunque sono risultati influenti nelle dinamiche inerenti alla collezione d'arte. Per semplicità, il cognome Chigi viene abbreviato a "C.".
| | | | |                                     | | | | | | | |                               |                               |
| | | | |                                     | | | Mariano C. (1439-1504) | | | | |                               |                               |
| | | | |                                     | | | | | | | |                               |                               |
| | | | |                                     | | | | | | | |                               |                               |
| | | | |                                     | | Agostino C. (1465-1520) (a lui si deve la commissione a Raffaello degli affreschi di villa Farnesina) | Agostino C. (1465-1520) (a lui si deve la commissione a Raffaello degli affreschi di villa Farnesina) | Sigismondo C. (1479-1525) | Sigismondo C. (1479-1525) | | |                               |                               |
| | | | |                                     | | | | | | | |                               |                               |
| | | | |                                     | | | | | | | |                               |                               |
| | | | |                                     | | | | Mario C. (1511-1564) | | | |                               |                               |
| | | | |                                     | | | | | | | |                               |                               |
| | | | |                                     | | | | | | | |                               |                               |
| | | | |                                     | | | | Flavio C. (1548-1615) | | | |                               |                               |
| | | | |                                     | | | | | | | |                               |                               |
| | | | |                                     | | | | | | | |                               |                               |
| | | | |                                     | Mario C. (1594-1667) | Mario C. (1594-1667) | Papa Alessandro VII (1599-1667) (nato Fabio C.) | Papa Alessandro VII (1599-1667) (nato Fabio C.) | | Augusto C. (1605-1651) (fu erede della collezione che un parente, Agostino C. (1563-1639), teneva a Siena, che poi alla morte andrà al figlio il principe Agostino) | Augusto C. (1605-1651) (fu erede della collezione che un parente, Agostino C. (1563-1639), teneva a Siena, che poi alla morte andrà al figlio il principe Agostino) | ...e altri 8 fratelli/sorelle | ...e altri 8 fratelli/sorelle |
| | | | |                                     | | | | | | | |                               |                               |
| | | | |                                     | | | | | | | |                               |                               |
| | | | | Agnese C. (1629-?)                  | Agnese C. (1629-?) | Flavio C. (1631-1693) (cardinal-nipote, fu l'iniziatore della collezione di famiglia, che teneva tutta presso la sua casa in largo Santi Apostoli; assieme al cugino Agostino commissionò il palazzo di Ariccia)               | Flavio C. (1631-1693) (cardinal-nipote, fu l'iniziatore della collezione di famiglia, che teneva tutta presso la sua casa in largo Santi Apostoli; assieme al cugino Agostino commissionò il palazzo di Ariccia) | Agostino C. (1634-1705) (sposato con Maria Virginia Borghese, ebbe una personale collezione anch'egli a cui unì quella di Flavio, ereditata alla sua morte e trasferta presso la sua casa in piazza Colonna; assieme al cugino Flavio commissionò il palazzo di Ariccia)                                                          | Agostino C. (1634-1705) (sposato con Maria Virginia Borghese, ebbe una personale collezione anch'egli a cui unì quella di Flavio, ereditata alla sua morte e trasferta presso la sua casa in piazza Colonna; assieme al cugino Flavio commissionò il palazzo di Ariccia) | Sigismondo C. (1649-1678) (cardinale) | Sigismondo C. (1649-1678) (cardinale) | ...e altri 7 fratelli/sorelle | ...e altri 7 fratelli/sorelle |
| | | | |                                     | | | | | | | |                               |                               |
| | | | |                                     | | | | | | | |                               |                               |
| | | | | ...                                 | ... | | Augusto C. (1662-1744) (sposato con Maria Eleonora Rospigliosi, avviò un primo importante smembramento della collezione con la vendita nel 1728 di un corposo gruppo di opere antiche al re di Sassionia; la Wunderkammer fu dismessa e i pezzi furono divisi tra gli eredi mentre un'altra parte fu donata a papa Benedetto XIV) | Augusto C. (1662-1744) (sposato con Maria Eleonora Rospigliosi, avviò un primo importante smembramento della collezione con la vendita nel 1728 di un corposo gruppo di opere antiche al re di Sassionia; la Wunderkammer fu dismessa e i pezzi furono divisi tra gli eredi mentre un'altra parte fu donata a papa Benedetto XIV) | ...e altri 16 fratelli/sorelle | ...e altri 16 fratelli/sorelle | |                               |                               |
| | | | |                                     | | | | | | | |                               |                               |
| | | | |                                     | | | | | | | |                               |                               |
| | | | |                                     | Laura C. Albani della Rovere | Laura C. Albani della Rovere | Agostino II C. (1710-1769) (sposato in seconde nozze con Giulia Augusta Albani, vende il palazzo al largo Santi Apostoli agli Odescalchi e acquista dai Sacchetti la villa di Castel Fusano) | Agostino II C. (1710-1769) (sposato in seconde nozze con Giulia Augusta Albani, vende il palazzo al largo Santi Apostoli agli Odescalchi e acquista dai Sacchetti la villa di Castel Fusano) | Flavio II C. (1711-1771) (cardinale) | Flavio II C. (1711-1771) (cardinale) | |                               |                               |
| | | | |                                     | | | | | | | |                               |                               |
| | | | |                                     | | | | | | | |                               |                               |
| | | | |                                     | | Sigismondo C. (1736-1793) (sposato con Maria Flaminia Odescalchi, finanzia lavori di rifacimento della collegiata dell'Assunta e del palazzo di Ariccia, nonché lavori di scavo da cui si rinvengono altre opere di antichità) | Sigismondo C. (1736-1793) (sposato con Maria Flaminia Odescalchi, finanzia lavori di rifacimento della collegiata dell'Assunta e del palazzo di Ariccia, nonché lavori di scavo da cui si rinvengono altre opere di antichità) | ...e altri 2 fratelli | ...e altri 2 fratelli | | |                               |                               |
| | | | |                                     | | | | | | | |                               |                               |
| | | | |                                     | | | | | | | |                               |                               |
| | | | | Virginia C. (1770-?)                | Virginia C. (1770-?) | Eleonora C. (?-1839) | Eleonora C. (?-1839) | Agostino III C. (1771-1855) | Agostino III C. (1771-1855) | | |                               |                               |
| | | | |                                     | | | | | | | |                               |                               |
| | | | |                                     | | | | | | | |                               |                               |
| | | | |                                     | | Sigismondo C. (1798-1877) (sposato con Leopoldina Doria Pamphilj Landi) | Sigismondo C. (1798-1877) (sposato con Leopoldina Doria Pamphilj Landi) | Flavio C. (1810-1885) (cardinale) | Flavio C. (1810-1885) (cardinale) | ...e altri 10 fratelli/sorelle | ...e altri 10 fratelli/sorelle |                               |                               |
| | | | |                                     | | | | | | | |                               |                               |
| | | | |                                     | | | | | | | |                               |                               |
| | | | |                                     | Mario C. (1832-1914) (sposato con Antonietta di Sayn-Wittgenstein-Berleburg, causa dissesti finanziari che colpirono la famiglia dalla metà del XIX secolo, vendette svariate opere della collezione) | Mario C. (1832-1914) (sposato con Antonietta di Sayn-Wittgenstein-Berleburg, causa dissesti finanziari che colpirono la famiglia dalla metà del XIX secolo, vendette svariate opere della collezione)                          | ...e altri 6 fratelli/sorelle | ...e altri 6 fratelli/sorelle | | | |                               |                               |
| | | | |                                     | | | | | | | |                               |                               |
| | | | |                                     | | | | | | | |                               |                               |
| | | Ludovico C. (1866-1951) (sposato con Anna Aldobrandini, organizzò la vendita del palazzo di piazza Colonna con 164 opere allo Stato italiano, trasferendo nel contempo la restante parte della collezione nella residenza di Ariccia) | Ludovico C. (1866-1951) (sposato con Anna Aldobrandini, organizzò la vendita del palazzo di piazza Colonna con 164 opere allo Stato italiano, trasferendo nel contempo la restante parte della collezione nella residenza di Ariccia) |                                     | Eleonora C. (1871-1962) (sposata con Enrico Incisa della Rocchetta, nella cui collezione confluì parte di quella C. ereditata dalla donna)                                                            | Eleonora C. (1871-1962) (sposata con Enrico Incisa della Rocchetta, nella cui collezione confluì parte di quella C. ereditata dalla donna)                                                                                     | Francesco C. (1881-1953) (sposato con Maria Concetta Torlonia) | Francesco C. (1881-1953) (sposato con Maria Concetta Torlonia) | ...e altri 2 fratelli/sorelle | ...e altri 2 fratelli/sorelle | |                               |                               |
| | | | |                                     | | | | | | | |                               |                               |
| | | | |                                     | | | | | | | |                               |                               |
| | Sigismondo C. (1894-1982) (sposato con Marian Berry) | Sigismondo C. (1894-1982) (sposato con Marian Berry) | Laura Maria Caterina C. (1898-1984) | Laura Maria Caterina C. (1898-1984) | ... | ... | ... | ... | | | |                               |                               |
| | | | |                                     | | | | | | | |                               |                               |
| | | | |                                     | | | | | | | |                               |                               |
| Mario III C. (1929-2002) (vendette il palazzo di Ariccia al comune cittadino, con anche le opere d'arte restanti della collezione; trasferì la dimora della famiglia nella villa di Castel Fusano, tutt'oggi di loro proprietà) | Mario III C. (1929-2002) (vendette il palazzo di Ariccia al comune cittadino, con anche le opere d'arte restanti della collezione; trasferì la dimora della famiglia nella villa di Castel Fusano, tutt'oggi di loro proprietà) | ...e altri 4 fratelli/sorelle | ...e altri 4 fratelli/sorelle |                                     | | | | | | | |                               |                               |
| | | | |                                     | | | | | | | |                               |                               |
| | | | |                                     | | | | | | | |                               |                               |
| ... | | | |                                     | | | | | | | |                               |                               |